# Trinitatis Kirke

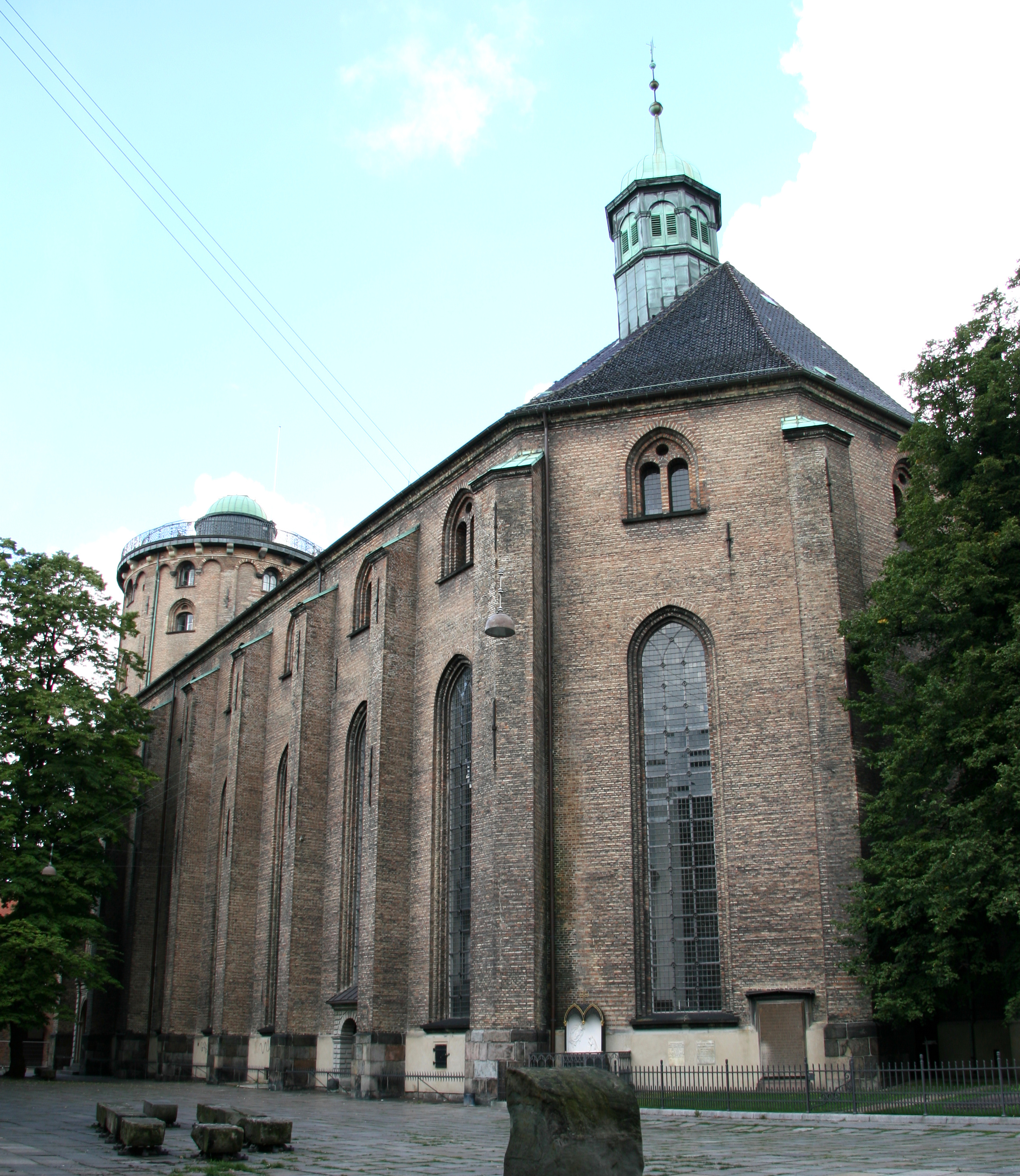
Trinitatis Kirke

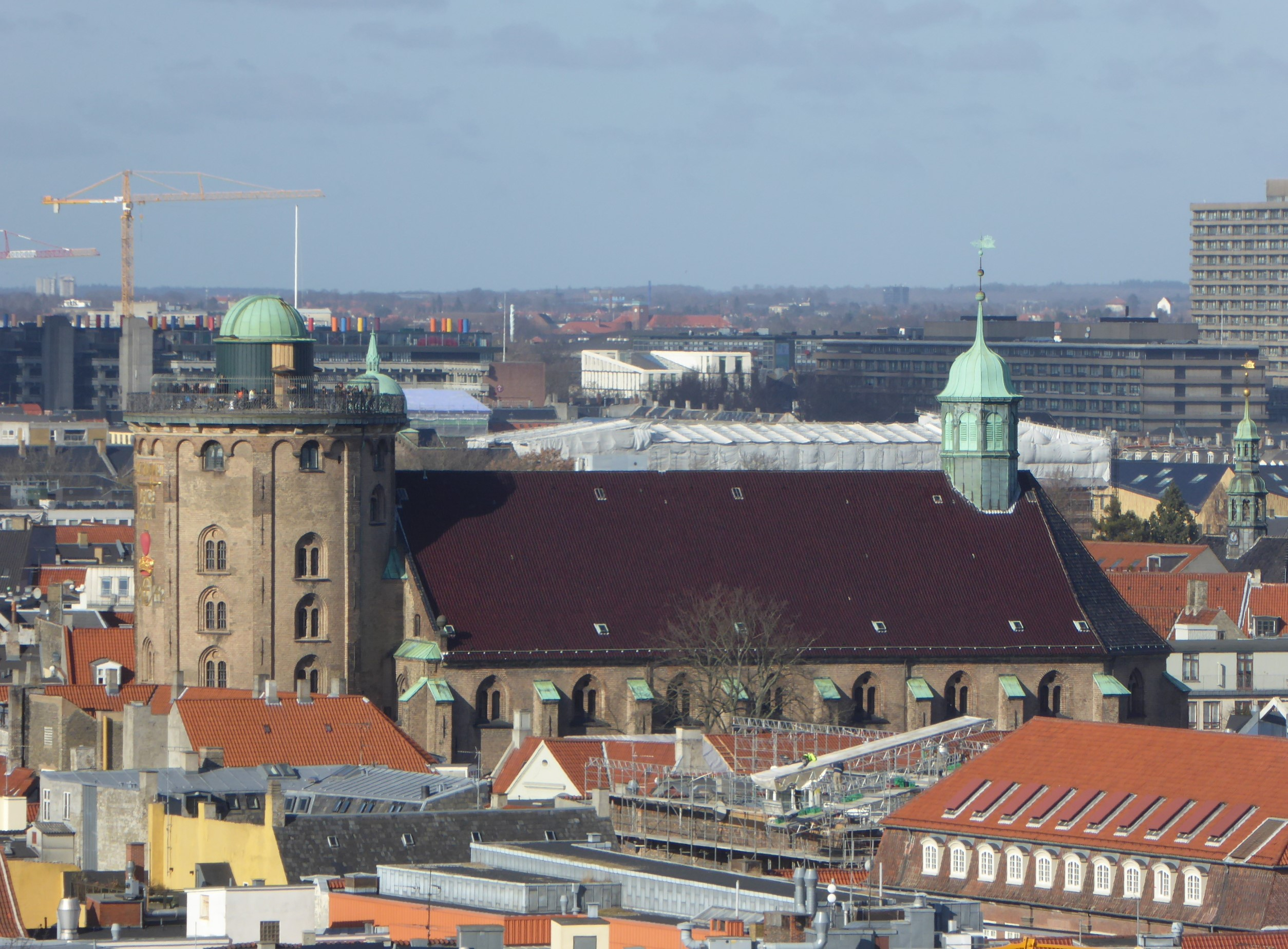
Rundturm und Bibliotheksgeschoss mit „frühgotischen“ Biforien

Die evangelisch-lutherische Dreifaltigkeitskirche (dänisch Trinitatis Kirke) am Landemærket im Stadtzentrum von Kopenhagen ist Teil des Trinitatis-Komplexes, der außerdem die ehemalige Universitätsbibliothek und den Rundetårn umfasst.

## Geschichte
Die ersten Gerüchte über den Bau einer Studentenkirche in Regensen gehen auf das Jahr 1635 zurück. Ursprünglich sollte sie auf dem Universitätsplatz errichtet werden, aber im Laufe des Jahres 1636 wurde der Standort an die Ecke Landemærket und Købmagergade verlegt. Der Grund dafür war wahrscheinlich, dass sich die Pläne von einer Kirche zu einem Komplex aus Kirche, Bibliothek und Sternwarte geändert hatten. Die Idee zu dieser einzigartigen Funktionskombination hatte der Baumeister Christian IV.
Der Grundstein wurde am 7. Juli 1637 gelegt und der erste Teil, der runde Turm, wurde 1642 fertiggestellt, zumindest wenn man dem berühmten Rebus an der Fassade des Turms Glauben schenken darf. Die Kirche wurde am 1. Juni 1656, dem Dreifaltigkeitssonntag, eingeweiht, die Bibliothek folgte am 7. Juli 1657, dem zwanzigsten Jahrestag der Grundsteinlegung. In dieser Zeit waren drei Baumeister für den Bau verantwortlich: Hans van Steenwinckel der Jüngere, Leonhard Blasius und Albertus Mathiesen.

### Kirchenname
Während der Planungs- und Bauphase wurde die Kirche Studenterkirken oder Regenskirken genannt. Letzterer Name sorgte später für Verwirrung, da auch der Gemeindesaal in Regensen Regenskirken genannt wurde. Erst als die Einweihung bevorstand, tauchte der Name Trinitatis Kirke (Dreifaltigkeitskirche) auf. Es liegt nahe, dass der Name auf die dreifache Funktion des Bauwerks zurückgeht, doch gibt es dafür keine Belege. Die lateinische Version des Namens, Trinitatis, wird in den Archiven ebenfalls erwähnt, setzte sich aber erst im 18. Jahrhundert durch. Dies gilt allerdings nur für die offiziellen Erwähnungen, im Alltag wurde die Kirche meist als Rundkirken bezeichnet. Das liegt nicht nur an der Verbindung der Kirche mit dem Rundetårn, sondern auch daran, dass die Kirche 1683 der Pfarrei Runde zugeordnet wurde, die eigentlich zur nie vollendeten St. Anna-Rotunde gehörte, bis dahin gehörte nur die Universität zur Pfarrei.

### Die Kirche vor dem Brand
Als die Kirche fertiggestellt wurde, war sie ein hohes, langes Backsteingebäude ohne viel Dekoration. Sie wurde aus kleinen holländischen Ziegeln, gebaut, die alle gelb waren, aber an den Enden rot gefärbt. Die Ziegel wurden kreuzweise verlegt, so dass die Wände horizontal in gelb und rot gestreift sind. Das ist das gleiche Muster und die gleichen Farben wie das Oldenburger Wappen, was wohl kein Zufall ist. Das Dach war mit Schiefer gedeckt, an der Ostseite befand sich ein kupfergedeckter Dachreiter mit den Kirchenglocken. Der Dachreiter wurde 1675 repariert und möglicherweise in seinem Aussehen verändert.
Der Westgiebel des Gebäudes ist mit dem Rundturm verbunden. Die Längsseiten sind in acht gleiche Felder mit Strebepfeilern unterteilt, die auf hohen Granitsockeln ruhen und in einiger Entfernung vom Gesims enden. Der östliche Erker hat abgeschrägte Ecken, die das östliche Ende abgerundet erscheinen lassen. In jedem Joch und im Ostgiebel befand sich ein hohes Spitzbogenfenster mit Eisensprossen für den Kirchenraum und ein ursprünglich rechteckiges Fenster für das Bibliotheksgeschoss. Der Turm hatte ursprünglich rundbogige Fensteröffnungen, so dass sich die Dreiteilung der Anlage in drei Funktionen in den Fensterformen widerspiegelt. Auf dem Dach sorgten zwei Gaubenreihen für die Belichtung der so genannten Ringdecke.
Es gab vier Eingangsportale in die Kirche, zwei auf der Nord- und zwei auf der Südseite. Im dritten Joch, von Osten gezählt, befanden sich die kleineren Chorportale, im siebten Joch die Hauptportale. Die Südseite der Kirche galt als die Vorderseite und das Hauptportal als das schönste.
Oberflächlich betrachtet ähnelt der Komplex einer traditionellen Dorfkirche mit dem Chor im Osten und dem Turm im Westen, aber der runde Turm war nie ein Kirchturm. Seine einzige Funktion in Bezug auf die Kirche bestand und besteht darin, den Zugang zu den oberen Stockwerken wie dem Orgelspieltisch und der Ringdecke zu ermöglichen.

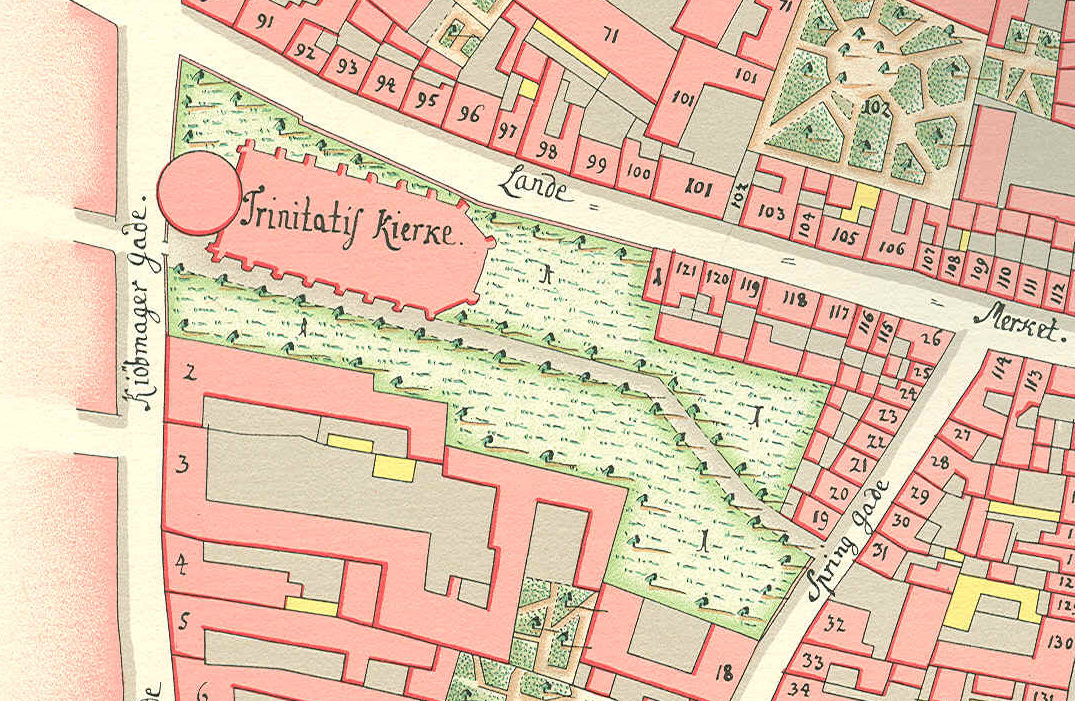

Um die Kirche herum befand sich ein Friedhof, der auf der Geddes Karte der Umgebung von 1757 eingezeichnet ist. Der Friedhof war zu den umliegenden Straßen hin von einer Mauer umgeben.
Im Westgiebel, der zuerst gebaut wurde, befinden sich getäfelte Fenster, was darauf hindeuten könnte, dass die Kirche ursprünglich eine flache Decke hatte. Da die Vertäfelung jedoch aus den gleichen Ziegeln wie der Rest des Gebäudes besteht, muss die Entscheidung für eine Sterngewölbe bereits während des Baus gefallen sein. Der Kirchenraum ist in Längsrichtung in zwei Reihen von je sieben Pfeilern in den gleichen acht Schiffen unterteilt, wie man sie von außen sieht, und in Querrichtung in drei Schiffe, ein breites Mittelschiff und zwei schmalere Seitenschiffe.
Als die Kirche gebaut wurde, war sie nach der Frauenkirche die zweitgrößte Kirche der Stadt. Wenn man bedenkt, dass die Kirche nur für die Studenten und Professoren der Universität gedacht war.

### Brand von Kopenhagen
Auch die Dreifaltigkeitskirche blieb vom Brand von Kopenhagen 1728 nicht verschont, wenngleich sie nicht so stark in Mitleidenschaft gezogen wurde wie andere Kirchen der Stadt. Der Dachstuhl fing Feuer und der Reiterturm stürzte in die Bibliothek, wodurch einige Gewölbe im Altarraum zerbrachen und das Feuer auf die Ausstattung übergriff, die bis auf die Metallteile einschließlich des Kirchensilbers vollständig zerstört wurde. Die Bibliothek der Universität Kopenhagen, die sich im Dachgeschoss der Kirche befand, brannte aus.
Ein neues Gesims war nötig, und natürlich auch ein neues Dach und eine neue Turmspitze. Der Dachfirst wurde wieder verkupfert, aber das neue Dach wurde mit schwarz glasierten Ziegeln gedeckt statt mit dem alten Schiefer. Die Gaubenfenster wurden wieder eingebaut, allerdings nur in einer Reihe. Aus den Rechnungen geht hervor, dass die Kirche nur 16 Fenster hatte, was bedeutet, dass das östliche Fenster hinter dem Altar spätestens zu diesem Zeitpunkt, wahrscheinlich aber schon einige Zeit vor dem Brand, verblendet worden war.
Im Inneren mussten die Sockel und Kapitelle der Säulen sowie die durch herabfallende Teile beschädigten Gewölbe repariert werden. Alle hölzernen Einrichtungsgegenstände wurden erneuert und der Fußboden mit Ølandkacheln ausgelegt. Am 7. Oktober 1731 wurde die Kirche wieder eingeweiht und die Überreste der Universitätsbibliothek wieder in ihr Inneres verbracht.
Über die Geschichte der Kirche für den Rest des 18. Jahrhunderts gibt es nicht viele Informationen. 1763 wurde sie renoviert, aber es gibt keine Angaben darüber, was die Renovierung beinhaltete.
Nach dem Kopenhagener Brand von 1795, von dem Trinitatis nicht betroffen war, mussten die Gebäude innerhalb der Stadtmauern eine Feuerversicherung abschließen. Die Prämie für die Kirche schmälerte ihre mageren Einnahmen erheblich, und der Kirchenprokurator Nicolai Christopher Kall schlug vor, neben der Kirche Läden zu bauen und sie zu vermieten, um die Einnahmen der Kirche zu erhöhen. Der Vorschlag wurde genehmigt und der Bau begann 1798. Der größte Teil des Friedhofs nördlich der Kirche wurde einbezogen, und die Geschäfte wurden entlang der Købmagergade vom Runden Turm bis zur Landemærket und weiter entlang der Landemærket errichtet.

### Bombardierung von 1807
Bei der Bombardierung Kopenhagens durch die Briten im Jahre 1807 wurde auch die Dreifaltigkeitskirche getroffen und drohte, in die folgenden Großbrände hineingezogen zu werden. Dank des Kirchenwächters Tvermoes konnte der Schaden gering gehalten werden. Vier Bomben trafen die Bibliothek, drangen aber nicht in den Altarraum ein. Die Reparaturen am Gebäude beliefen sich auf relativ bescheidene 3000 Rigsdaler, und es gibt keine Hinweise darauf, dass die Kirche wegen der Schäden geschlossen wurde, zumindest nicht für längere Zeit.

### Reformationsfeier 1817
Obwohl die Kirche nicht getroffen wurde, wirkte sich die Bombardierung dennoch auf das Gebäude aus, da die Frauenkirche völlig zerstört wurde, löste die Dreifaltigkeitskirche sie als schönste Kirche der Stadt ab. Als 1817 das 300-jährige Reformationsjubiläum gefeiert wurde, genügte sie den Anforderungen nicht ganz und musste umgebaut werden.
Das Südwestportal galt als Haupteingang der Kirche, aber der Zugang durch die Stadtmauer und über den Kirchhof war für die Prozessionen der Priester und Professoren, die an den Feierlichkeiten teilnehmen sollten, nicht geeignet, so dass man beschloss, die Kirche zu „drehen“ und die Nordseite zur Vorderseite der Kirche zu machen. Die kleinen Läden an der Ecke zum Landemærket wurden geschlossen, ebenso der Rest des Friedhofs nördlich der Kirche. Dadurch wurde die gesamte Fassade der Kirche zum Landemærket hin freigelegt und die Eingänge waren leicht zugänglich, aber die ursprünglichen Portale waren nicht gut genug und wurden durch neue ersetzt, die von Peder Malling entworfen wurden. Der östliche Eingang musste wieder geöffnet werden, da er einige Jahre zugemauert war. Bei dieser Gelegenheit wurde auch das Innere der Kirche verändert.

### Renovierungen im 19. Jahrhundert
In den Jahren 1834–35 führte Gustav Friedrich von Hetsch, finanziert durch ein Vermächtnis von Christopher Hauschildt, eine umfassende Restaurierung der Kirche durch. Der größte Teil der Arbeiten fand im Inneren der Kirche statt, aber hier wird zum ersten Mal eine Sakristei erwähnt, die an der Südseite des Chores angebaut wurde.
Das Dach wurde 1848–49 repariert, ohne das Erscheinungsbild der Kirche zu beeinträchtigen.
1861 zog die Universitätsbibliothek vom Dachboden der Kirche in das Bibliotheksgebäude von Herholdt in der Fiolstræde um.
Als das Patronat der Kirche von der Universität auf die Stadtverwaltung überging, wurde 1869–71 unter der Leitung von Niels Sigfred Nebelong eine weitere große Restaurierung durchgeführt, diesmal auch an den äußeren Teilen des Gebäudes. Die Sakristei an der Südseite des Presbyteriums wurde entfernt und eine neue an der Ostseite errichtet. Sie ist etwa 3 m × 6 m groß, hat abgeschrägte Ecken und wurde 1960 zum Presbyterium umgebaut. Sie enthält eine Treppe, die in den Keller des Leuchtturms führt, der damals in einem der Gräber unter dem Altar untergebracht war.
Die beiden westlichen Eingänge wurden in den westlichsten Erker des Gebäudes verlegt und die alten Öffnungen zugemauert. Gleichzeitig wurden die beiden Nordportale von Malling aus dem Jahr 1817 und das ältere Südwestportal durch neue Portlandzementportale ersetzt. Nur das südöstliche Portal ist heute noch mit dem ursprünglichen Portal erhalten.
Bei einigen Pfeilern wurden die Granitsockel ersetzt und das dazwischen liegende Mauerwerk in Sockelhöhe mit grauem Zementputz verputzt, der die Sockel optisch verbindet. Die Fenster im Bibliotheksgeschoss wurden durch zweibogige Fenster ersetzt, die denen im Runden Turm ähneln. Der Eingang vom Runden Turm zum Kirchenraum wurde wieder geöffnet, nachdem er lange Zeit zugemauert war. Die Schnittzeichnung von Laurids de Thurah ist in diesem Punkt nicht ganz eindeutig.

### 20. Jahrhundert
Während der deutschen Besetzung Dänemarks in der Zeit des Nationalsozialismus wurden die Torarollen der Großen Synagoge Kopenhagen auf Geheiß des sozialdemokratischen Oberbürgermeisters Sigvard Munk in der Krypta der Dreifaltigkeitskirche versteckt.

### Ringerloftet
Der Dachboden über der Bibliothek wird Läutewerkstatt genannt, aus dem einfachen Grund, weil von hier aus die Kirchenglocken geläutet werden, und zwar von Hand. Die Läutewerkstatt wurde nicht für andere Zwecke umgebaut, sondern im Laufe der Jahre für verschiedene Zwecke vermietet. Um 1800 mietete der Gerber Lund den Dachboden für zehn Jahre, um Häute zu trocknen, dann mietete der Kirchenpförtner Christen Simonsen, der nebenan eine Federnfabrik besaß, den Dachboden und den Hof hinter den Läden, aber es ist nicht klar, ob er tatsächlich Hühner auf dem Dachboden hielt.
Im Jahr 2006 begann ein Umbauprojekt, das auch den Ringerloftet einbezog, mit dem Ziel, bessere Bedingungen für Mitarbeiter und Besucher im Rundturm und im Ausstellungsraum zu schaffen. In der Rotunde sollten Stauräume und Schränke eingebaut werden. Die Direktorenwohnung im Rundturm sollte für die Verwaltung genutzt werden.

## Kirchengebäude
Das Äußere der Kirche zeigt noch heute das Aussehen, das sie bei ihrer Renovierung um 1870 hatte. Es handelt sich um ein Schiff, das durch Strebepfeiler in acht Joche unterteilt ist, von denen das östlichste abgeschrägte Ecken aufweist. Die Eingangsportale befinden sich im dritten und achten Joch, von Osten aus gezählt, auf beiden Seiten des Gebäudes. Jeder Erker hat auf jeder Seite ein hohes, spitzbogiges, eisengerahmtes Fenster mit durchsichtigem Glas. Im Ostgiebel befindet sich eine gleich große Öffnung, die teilweise von einem niedrigen Anbau mit einem Presbyterium verdeckt wird.
Das rot-gelb gestreifte Ziegelmuster ist heute durch die jahrhundertelange Verschmutzung verwischt, aber noch erkennbar, wenn man sich dem Gebäude nähert. Die Säulen stehen auf hohen Granitsockeln, die Wand zwischen den Sockeln ist bis zur gleichen Höhe mit grauem Zementputz verputzt. Die Pfeiler enden in einiger Entfernung vom Gesims zwischen den Fenstern des Bibliotheksdaches und sind mit Kupfer verkleidet. Das Satteldach der Kirche, das an der Ostseite abgewalmt und leicht abgeschrägt ist, ist mit schwarz glasierten Ziegeln gedeckt. Über dem zweiten Erker befindet sich ein achteckiger, kupfergedeckter Dachreiter mit den Kirchenglocken.

## Ausstattung
Der Kirchenraum wird durch zwei Säulenreihen mit je sieben identischen achteckigen Säulen im Hauptschiff und in den beiden Seitenschiffen in acht Längsschiffe unterteilt. Jedes Joch hat ein spitzbogiges Kreuzrippengewölbe, das mit Rippen verziert ist, die heute durch Vergoldung hervorgehoben sind. Die Gewölbe der Seitenschiffe weisen die gleiche Dekoration auf, während sie im Hauptschiff variiert sind, so dass nur die Joche 3, 4 und 7 das gleiche Muster aufweisen und sich auch hier durch kleine Masken und Figuren an den Kreuzungspunkten der Rippen unterscheiden. Auch die Felder 2 und 6 zeigen im Wesentlichen das gleiche Rippenmuster, aber in Feld 6 befindet sich eine große obere Rosette mit dem Wappen.

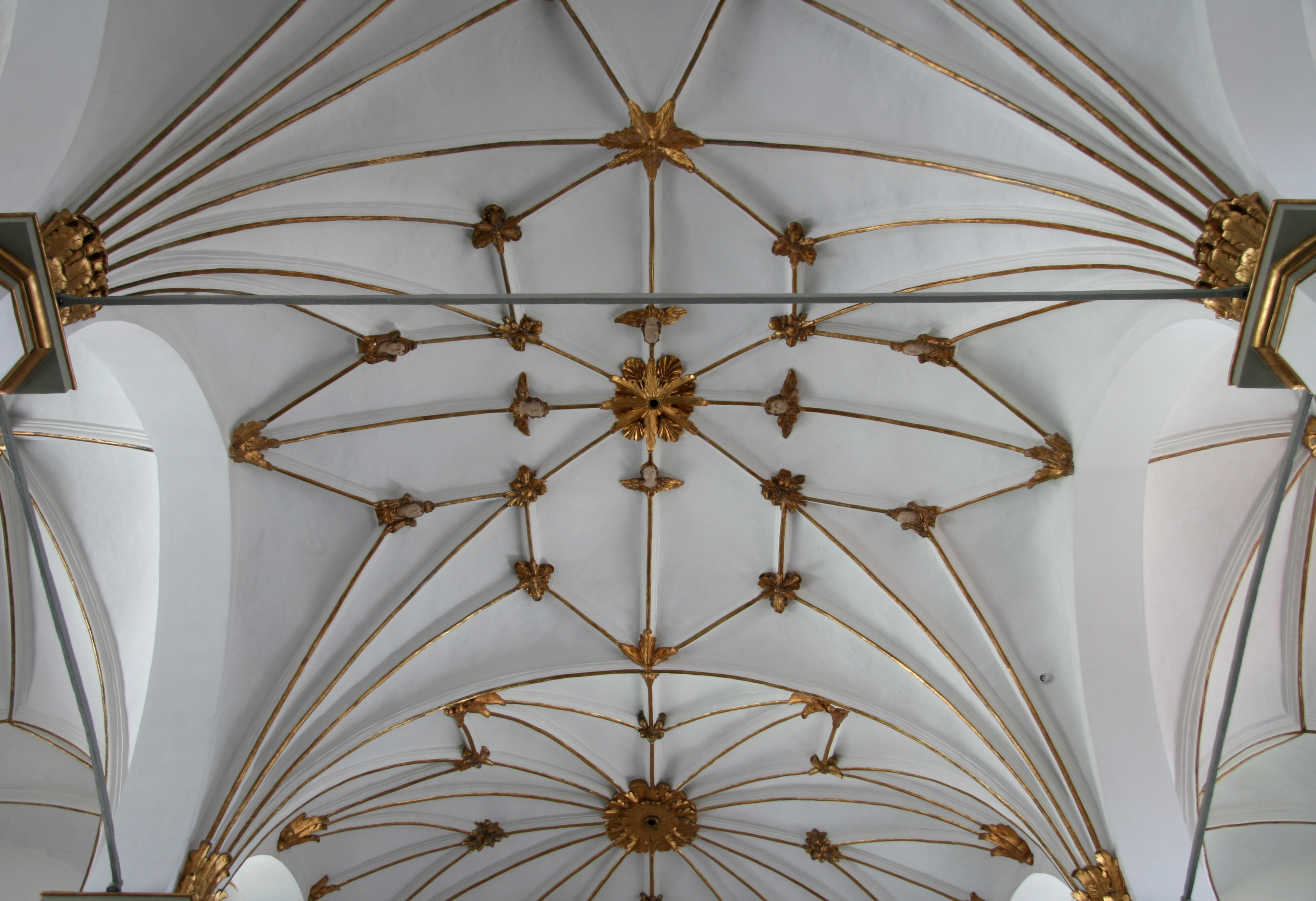
Felder 2
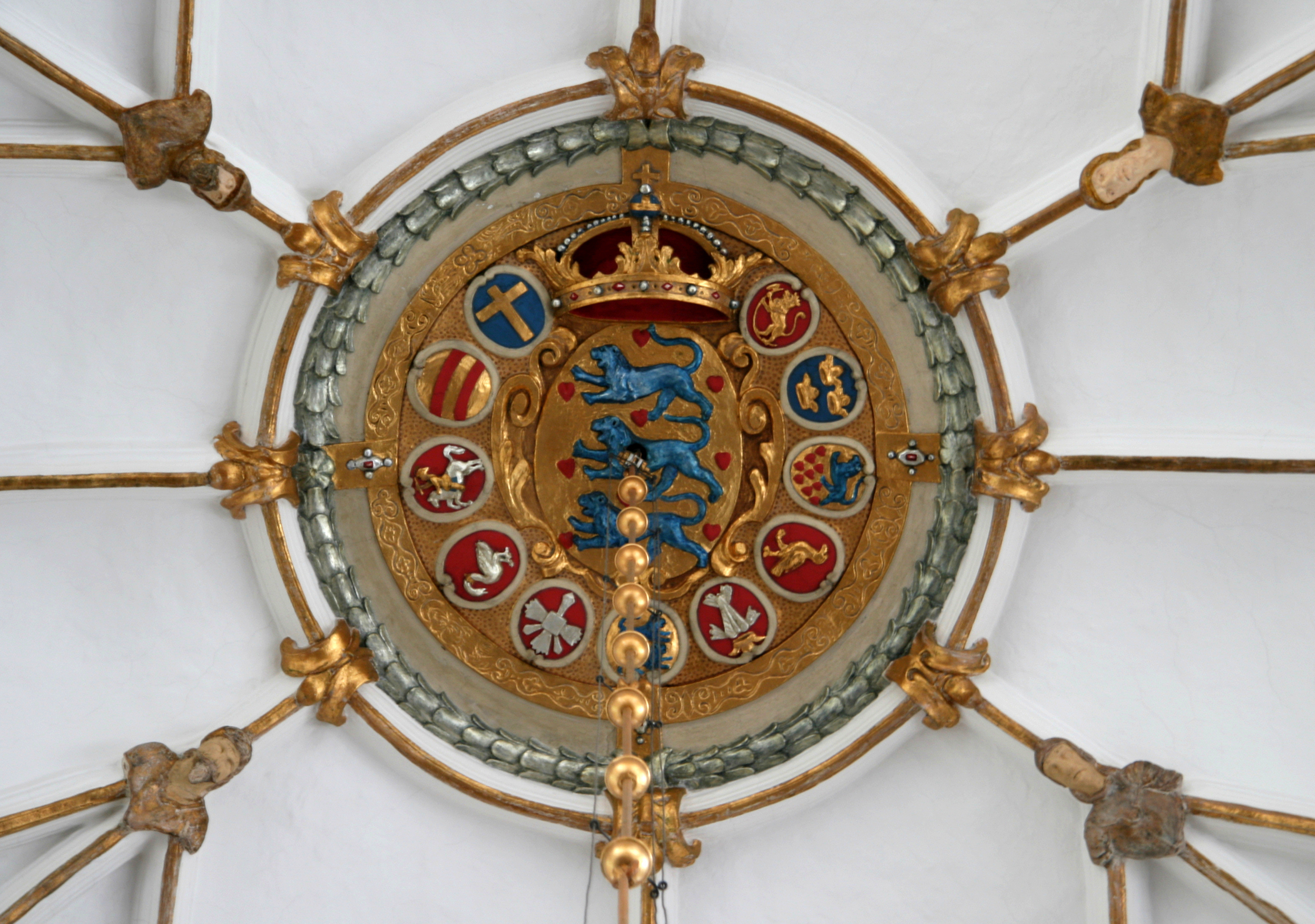
Felder 6

Der Boden ist mit zweifarbigen Fliesen in Grau und Kastanienbraun in einer Art Muster bedeckt.

### Innenausstattung vor 1728
Der Brand von 1728 vernichtete das gesamte Inventar mit Ausnahme des Kirchensilbers. Die Informationen über das Kircheninnere vor dem Brand sind spärlich. In den ersten Jahren sei die Ausstattung der Kirche eher bescheiden, fast provisorisch gewesen zu sein, mit Ausnahme der Orgel, die zu den größten und schönsten der Stadt gehörte. Außer der Orgelkanzel gab es keine Kanzeln, da die Kirchenbänke für die kleine Gemeinde, die bis 1683 nur aus Studenten und Professoren bestand, ausreichend Platz boten.
Auch als die Kirche zur Pfarrkirche erhoben wurde, reichte der Platz anscheinend nicht aus, denn erst 1690 wurde der Bau von drei Kanzeln beschlossen und erst 1703 die Finanzierung beantragt. Eine der Kanzeln befand sich unter der Orgel, die beiden anderen waren wahrscheinlich wie in der heutigen Kirche an den Außenwänden angebracht.

### Innenausstattung nach 1728
Im Gegensatz zum Äußeren wurde das Innere der Kirche nicht in der Form rekonstruiert, wie es vor dem Brand war, sondern nach der Mode der Zeit eingerichtet, d. h. in einem reich verzierten Barockstil. Unter der Orgel und an den Außenwänden wurden Kanzeln gebaut, zwei Stockwerke hoch im Süden, mit geschlossenem Gestühl, wie auf der Schnittzeichnung von Thurah zu sehen ist.

1757 wurde der Kirche eines der ungewöhnlichsten Möbelstücke hinzugefügt: die große Standuhr, die an der Säule gegenüber der Kanzel angebracht wurde. Die Uhr wurde von Peter Michael Abel hergestellt und passt sowohl im Stil als auch in der Farbe, Marmorierung und Vergoldung zur Kanzel.

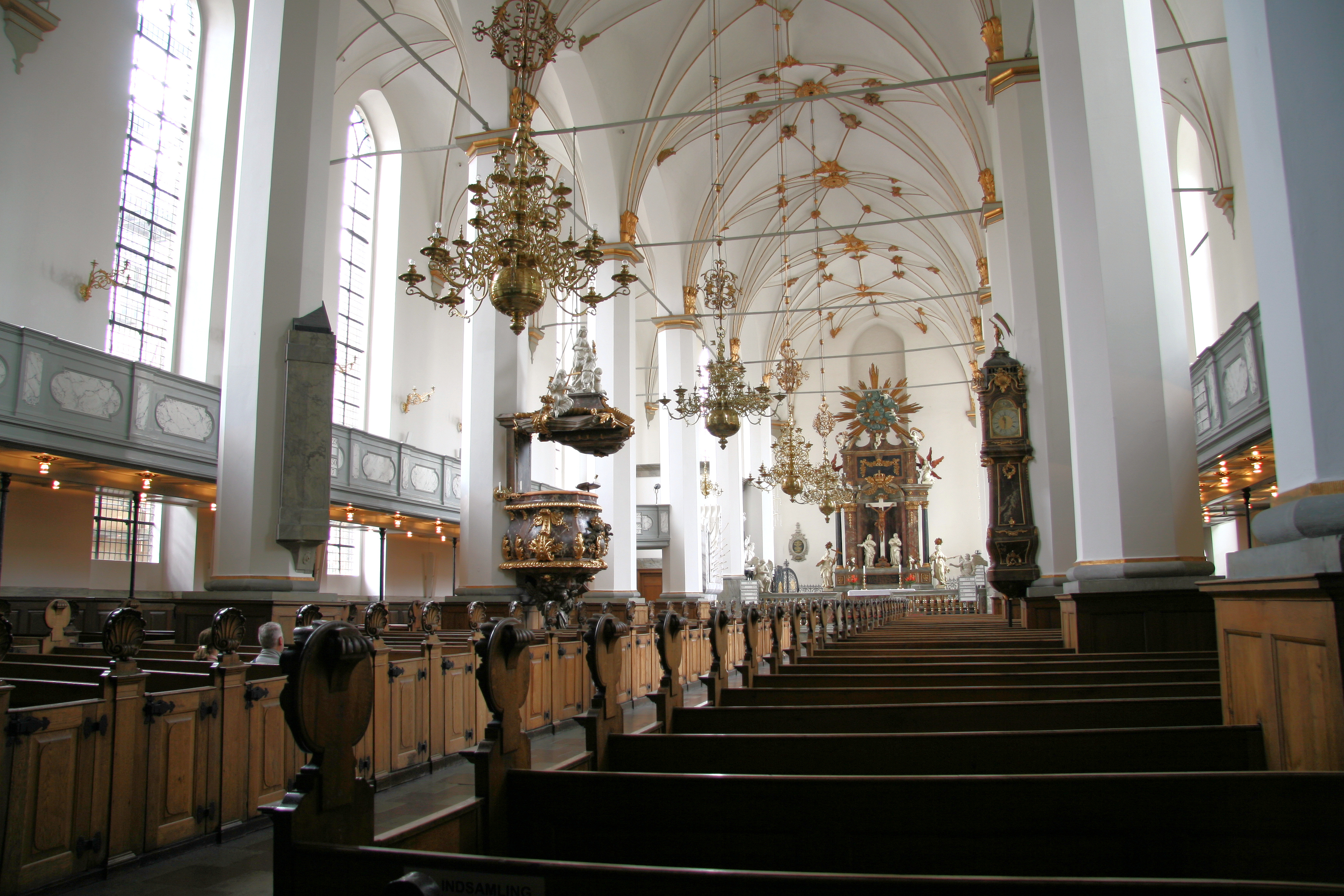
Stern- und Kreuzrippengewölbe

1807 wurde für die doppelte Geburtstagsfeier des Königs Christian VII. und des Kronprinzen Friedrich VI. im Jahr 1808 ein interimistischer Königsstuhl auf der Kanzel unter der Orgel aufgestellt, aber für die Reformationsfeier 1817 wurde an gleicher Stelle ein echter Königsstuhl errichtet. Für die Reformationsfeierlichkeiten wurde auch ein Rednerpult für die Musiker an beiden Seiten des Altarraums gebaut, und zwar vom zweiten Säulenpaar aus und rundherum hinter dem Altar, wo eine Treppe zu ihm hinaufführte. Es war so hoch angebracht, dass die später eingebauten Beichtstühle darunter passen konnten. Die „Kapelle“, wie die Kanzel genannt wurde, wurde noch 1870 erwähnt, muss kurz darauf entfernt worden sein.
Seit Anfang der 1730er Jahre verfügte die Kirche über drei Beichtstühle im Chor, die 1835 durch die beiden heute sichtbaren geschlossenen Beichtstühle in den Seitenschiffen ersetzt wurden. Hetsch entwarf die neuen Beichtstühle so, dass sie unter das Lesepult passten und sich so natürlich in den Raum einfügten. Da das Pult entfernt wurde, wirken sie weniger natürlich. Die Beichtstühle werden nicht mehr für ihren ursprünglichen Zweck genutzt, der südliche dient z. B. als Büro für den Küster.
Als 1869–1871 die Eingangsportale vom siebten ins achte Joch verlegt wurden, entstanden in den Seitenschiffen zwischen dem letzten Säulenpaar und dem Westgiebel zwei Vorhallen mit Eichenholzwänden. Der Quergang, der sich zwischen den alten Portalen befand, wurde mit Sitzbänken ausgefüllt. Die Säulen und das Gewölbe wurden bei diesem Umbau in kräftigen Farben bemalt, die bis 1909 erhalten blieben.
In den Jahren 1982–1983 wurde der Raum renoviert, um das Aussehen der 1730er Jahre wiederherzustellen, ohne jedoch die Kanzeln auf der zweiten Ebene und das geschlossene Gestühl zu rekonstruieren. Die vorhandenen Kanzeln wurden in den ursprünglichen Farben neu bemalt und bei dieser Gelegenheit wurden auch die Gewölberippen neu vergoldet.

### Kirchengestühl

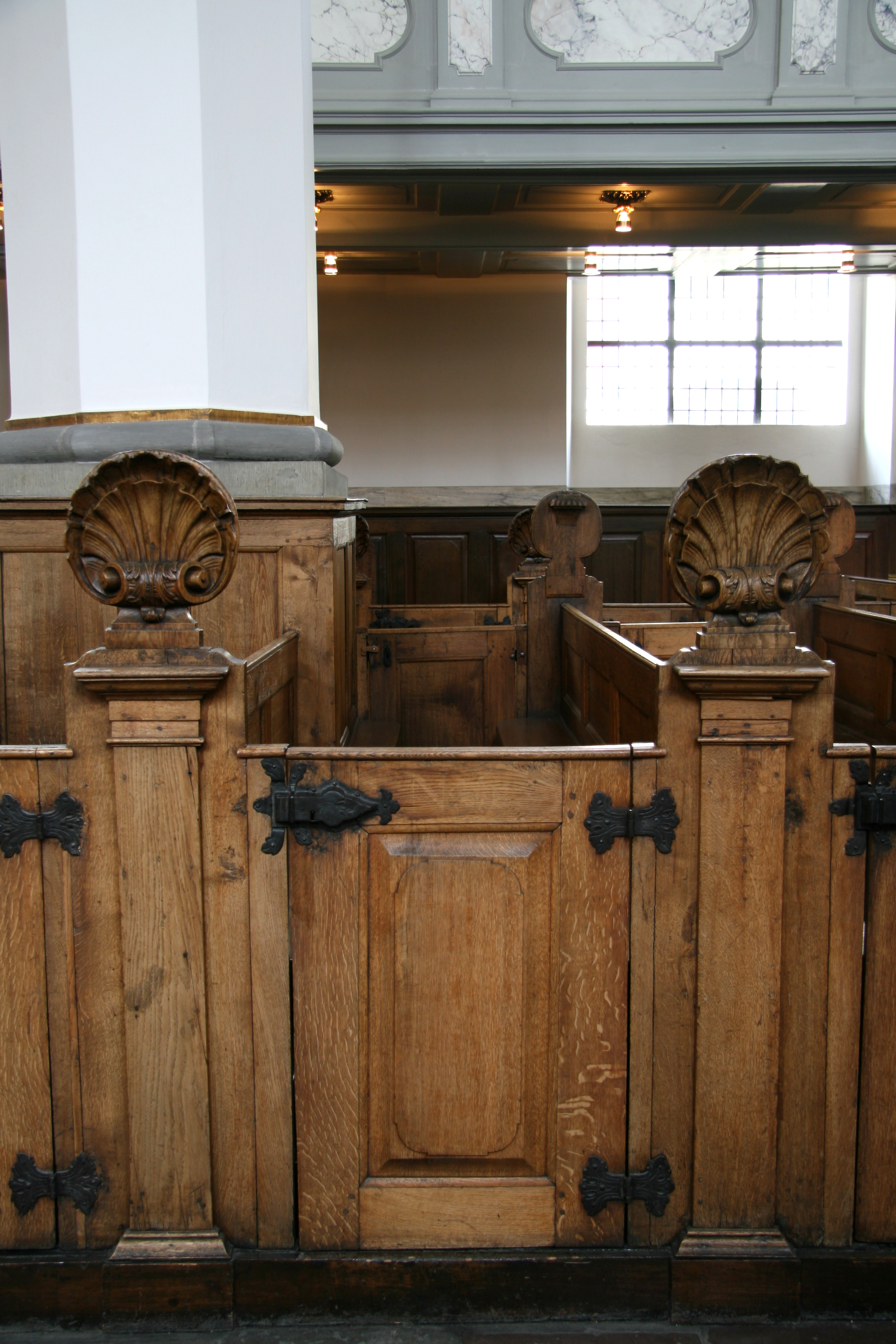
Kirchengestühl

Das ursprüngliche Kirchengestühl war wie heute in ein breites Mittelschiff und zwei schmalere Seitenschiffe gegliedert. Im Chor saßen die Professoren.
Nach dem Brand wurde das heutige Chorgestühl errichtet, und seitdem hat es keine nennenswerten Veränderungen gegeben, abgesehen von der Auffüllung des Querschiffs 1869–1871. Vom Mittelschiff bis zur Außenseite der Säulenbasen gibt es lange Stühle, an den Außenwänden kurze. Alle haben Giebel mit Pilastern, die mit Muscheln bekrönt sind, die ursprünglich von dem Bildhauer Henrich Fischer geschnitzt wurden. Heute befinden sich noch 138 dieser Muscheln in der Kirche, von denen 103 noch die Originale aus den Jahren 1730–1732 sind. Das Chorgestühl hat noch seine Türen und die großen Eisenschlösser sind noch vorhanden.
Bei der Restaurierung in den Jahren 1869–1871 wurde das Chorgestühl von der Ölfarbe befreit und mit einem hellen Anstrich versehen.

### Altarbilder

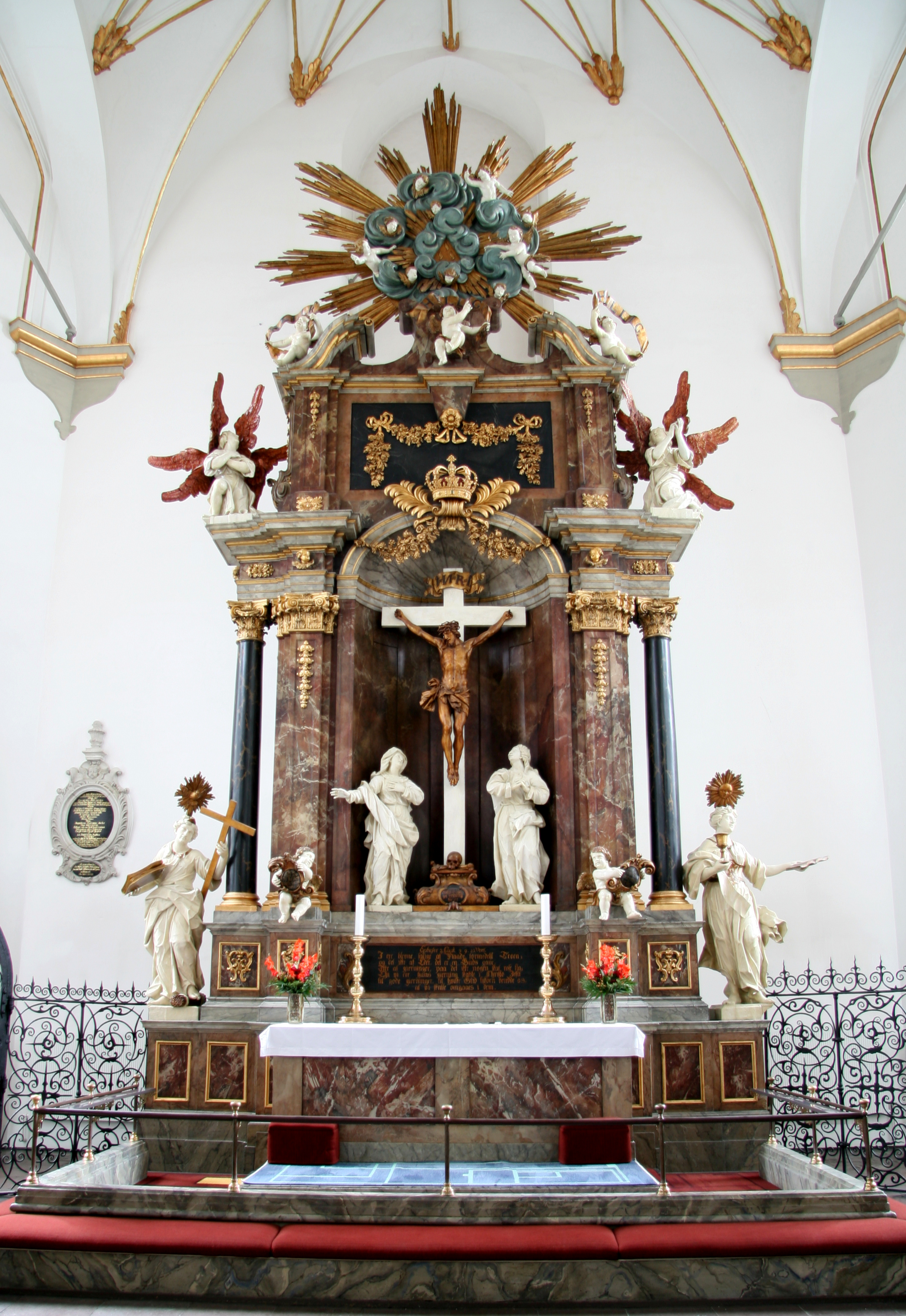
Hochaltar

Das erste Altarbild der Kirche war ein Kruzifix, das am 30. Mai 1656 angebracht wurde. Es wurde von Willum Carpenter entworfen und von Tobias Frum gemalt. Es blieb bis April 1686 in Gebrauch, als es durch ein neues, prächtigeres Altarbild ersetzt wurde. Das Kruzifix wurde an den Verwalter der Nikolaikirche verkauft. Das neue Altarbild wurde von dem Baumeister Lambert van Haven entworfen, der auch das Altarbild malte. Tyge Lauritsen Worm war für die Schnitzereien verantwortlich. Van Haven sollte für sein Werk, zu dem auch zwei Gemälde gehörten, ein gemauertes Grabmal unter dem Chor erhalten.
Nach dem Brand erhielt Johan Frederik Ehbisch den Auftrag, ein neues Altarbild und eine neue Kanzel zu schaffen. Der 1731 errichtete Altaraufsatz ist ein barockes Kunstwerk mit architektonischen Formen und freiem Figurenschmuck, das zunächst unbemalt blieb, bis eine Spende 1756 seine Bemalung und Vergoldung ermöglichte. Seitdem wurde es 1834–35 renoviert, wobei auch die Palmenzweige über dem großen Feld hinzugefügt wurden, sowie 1870, 1908, 1931–1940 und 1960, ohne dass sich sein Aussehen wesentlich verändert hätte. Die heutige kastanienbraune Marmorierung stammt wahrscheinlich aus den Jahren 1870 oder 1908.
Die Engel zu beiden Seiten der Chorschranke stammen wahrscheinlich ebenfalls von Ehbisch. Die Messingbalustraden des Chorgestühls wurden aus dem Material der alten Chorschranke gegossen.

### Kanzel

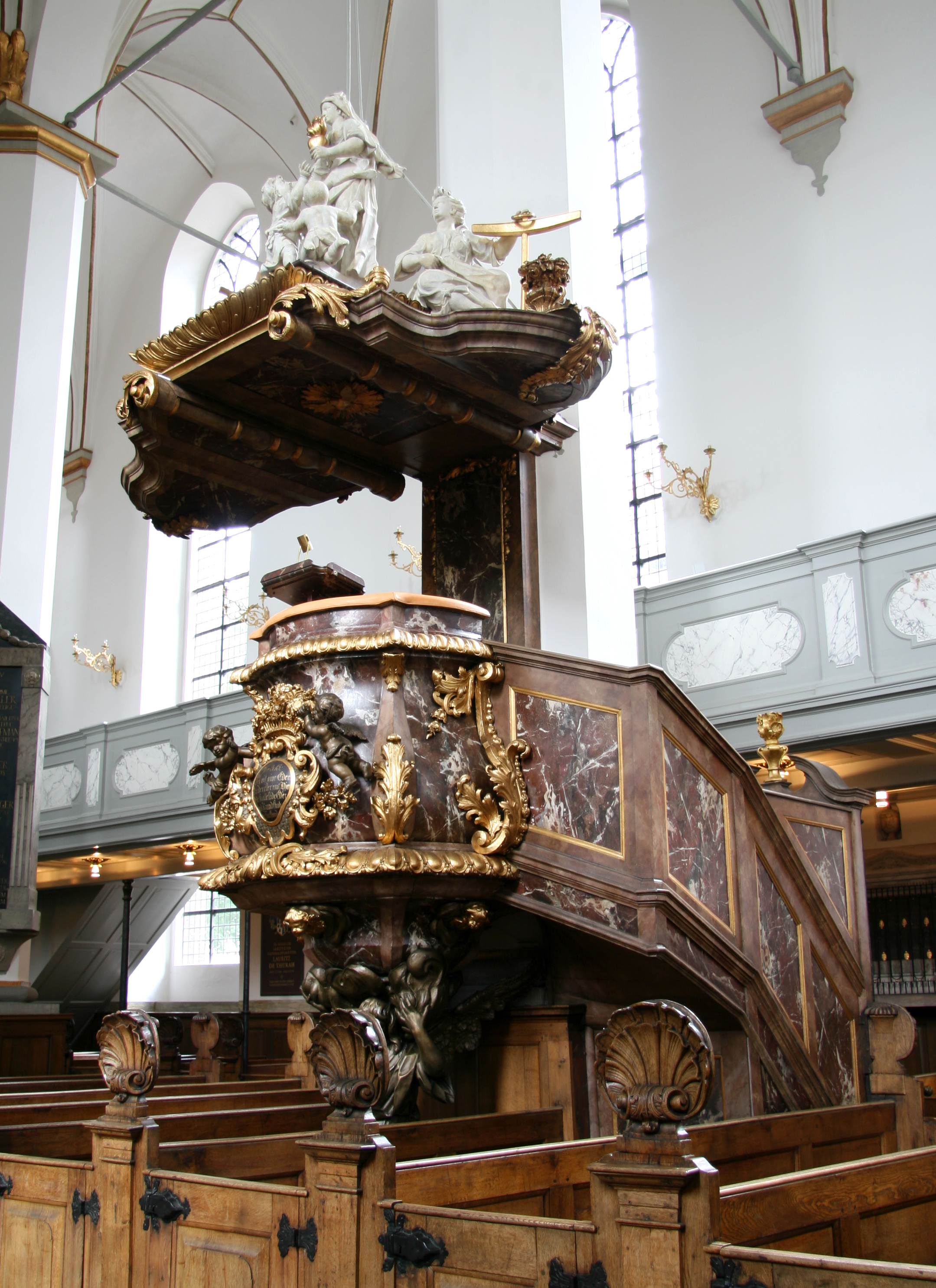
Kanzel

Die Kanzel wurde 1721 durch eine neue aus blauem und weißem norwegischem Marmor ersetzt. Im Schallhimmel befand sich eine Sonne, die mit echtem Blattgold vergoldet war.
Nach dem Brand von 1731 erhielt die Kirche ihre heutige Kanzel, die von Ehbisch in seinem reich verzierten Barockstil entworfen wurde. Wie der Altaraufsatz blieb auch die Kanzel bis 1756 schmucklos, dann wurde sie in den gleichen Farben wie der Altaraufsatz marmoriert und mit vergoldeten und bronzenen Details versehen. Wie das Altarbild wurde auch die Kanzel 1825, 1871 und 1908 erneuert. Die Figuren am oberen Ende des breiten Baldachins stellen die Liebe, die Hoffnung und den Glauben dar. Die Heiliggeisttaube unter dem Schalldeckel stammt aus dem Jahr 1934, ansonsten ist die Kanzel seit ihrer Aufstellung unverändert geblieben.

### Taufbecken

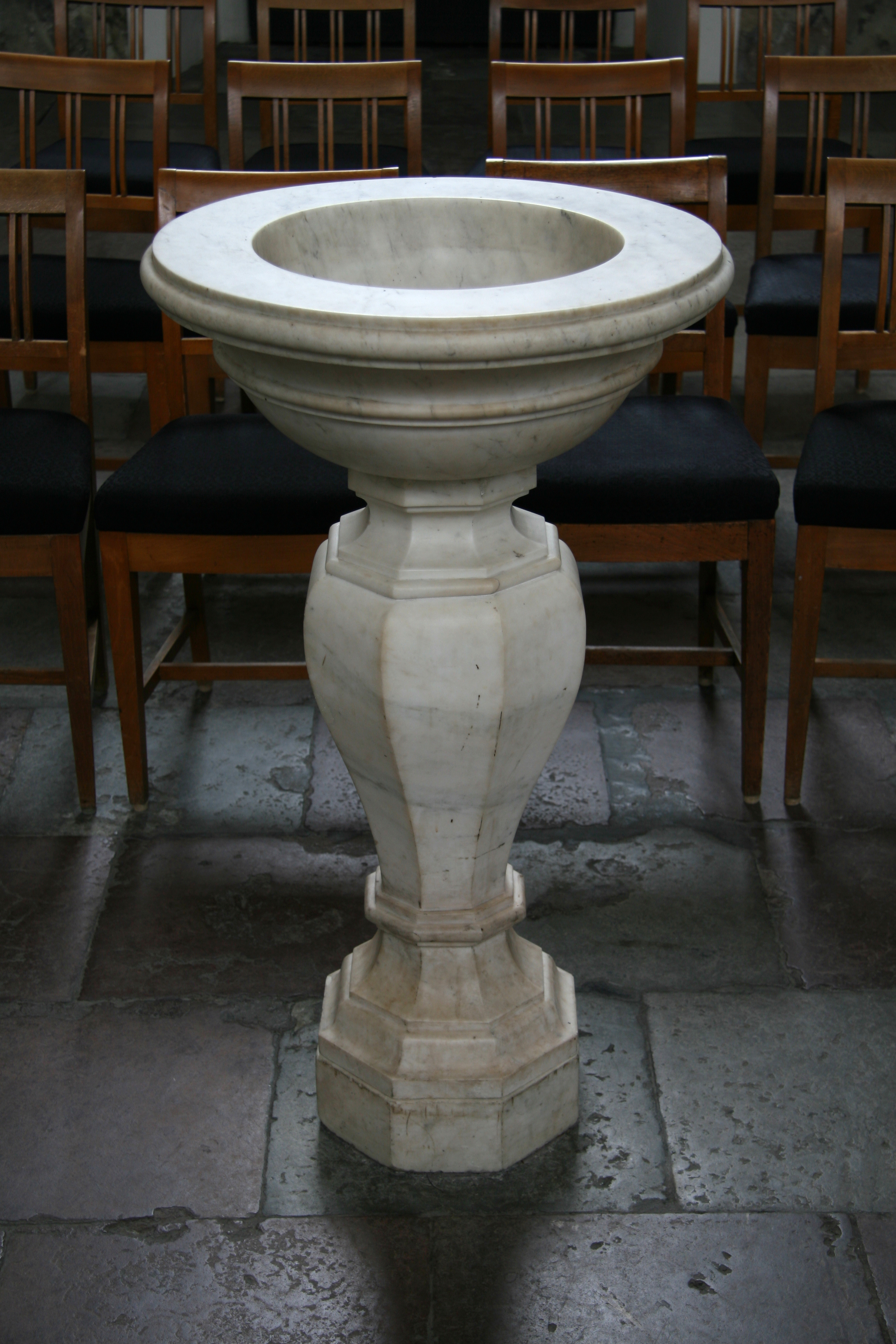
Taufbecken

Ein Taufbecken wurde in der Kirche erst 1660 aufgestellt, als zu diesem Zweck ein Eichentisch angeschafft wurde. Es handelt sich wahrscheinlich um einen der vier in späteren Inventaren erwähnten Taufsteine, das Jahr der Anschaffung ist jedoch nicht bekannt. Erst um 1685 wurde ein Brunnensockel angeschafft, der durch eine private Spende finanziert wurde. Es ist denkbar, dass nach der Zuweisung der Kirche an eine Pfarrei im Jahre 1683 ein größerer Bedarf an Taufen bestand als in der Zeit, als die Kirche nur eine Studentenkirche war. Das Taufbecken war aus Schmiedeeisen und wurde 1872 dem Nationalmuseum geschenkt. 1685 wurde auch ein Taufgitter mit 32 gedrechselten Messingsäulen um das Taufbecken angebracht, das von einer „vornehmen Matrone“ bezahlt wurde. Den Brand von 1728 überstand nur der schmiedeeiserne Sockel.
Bei der Umgestaltung der Kirche schuf Diderik Gercken ein neues Taufbecken aus weißem italienischen Marmor, das an der Wand westlich der nördlichen Chortür angebracht wurde (nach einem Entwurf von Thurah aus dem Jahr 1746). Das Taufbecken war zunächst von einem Eisengitter umgeben, das bald (vor 1736) durch einen marmorierten Eichendeckel mit Messingbalustern ersetzt wurde. 1835 wurde der Taufstein an die Südseite des Chores versetzt, gegenüber dem Epitaph von Hans Schack. 1869 erhielt die Kirche einen großen Taufstein aus der Frauenkirche von 1691, wobei die Taufschale ausgeschnitten werden musste.
1956 wurde die Taufe erneut verlegt, als ein neuer Taufstein aus Bremer Sandstein nach einem Entwurf des königlichen Bauinspektors Thomas Havning aufgestellt wurde. Er befand sich nun an der Südseite des Kirchenschiffs neben der Chorschranke, und Gerckens Taufbecken und der Taufsteinverschluss wurden entfernt. Das Taufbecken von Gercken tauchte jedoch wieder auf, wahrscheinlich bei der Renovierung 1982–1983, vielleicht aber auch erst 1987, und steht jetzt an der Stelle des neuen Taufbeckens. Das Taufbecken von Havning wurde dem Nationalmuseum übergeben, das es 1990 der Kirche von Skive auslieh.

### Orgel

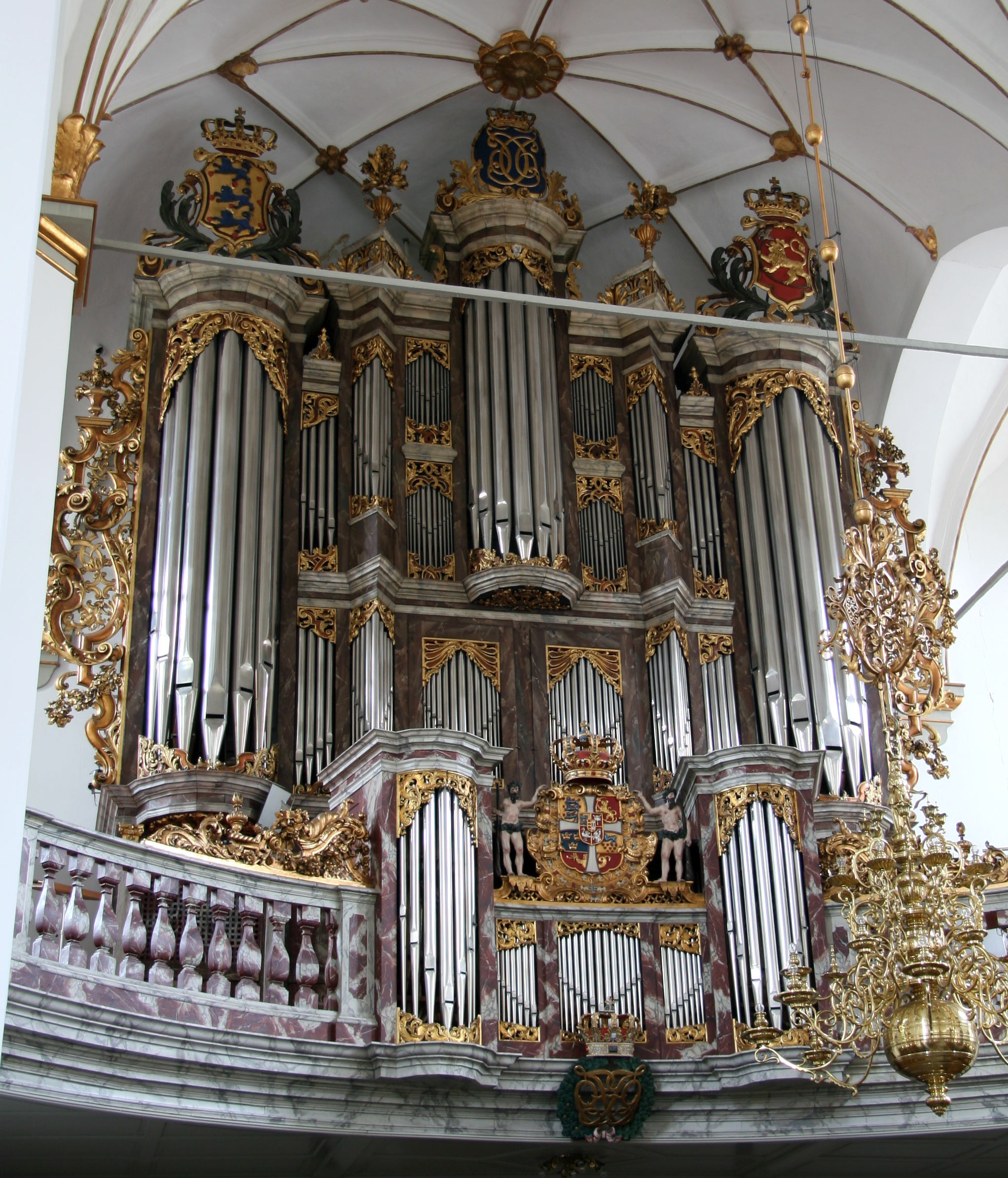
Blick auf die Orgel

Die erste Ausstattung der Kirche war größtenteils provisorisch, mit Ausnahme der Orgel. Sie galt jedoch als eine der besten der Stadt. Sie wurde von Hans Christof Frietzsch aus Hamburg gebaut, dessen erster Entwurf 42 Register vorsah, aber nach seiner Ankunft in Kopenhagen auf 40 Register mit einem traditionelleren Klang als im ersten Entwurf geändert wurde. Die Arbeiten begannen Ende 1656, aber die Orgel wurde erst Mitte 1660 fertiggestellt, als die Belagerung Kopenhagens die Arbeiten behinderte. Die Orgel wurde 1683 repariert und 1710 repariert und erweitert.
1731 baute Lambert Daniel Kastens für die Kirche eine neue Orgel mit 39 Registern und einer ähnlichen Klangstruktur wie sein Instrument in der Holmenkirche. Es ist der Prospekt von Kastens, der heute in der Kirche zu sehen ist – allerdings hatte Kastens' Orgel kein Rückpositiv, das später hinzugefügt wurde. Die Orgel wurde 1757 (als der Prospekt zum ersten Mal bemalt wurde), 1792, möglicherweise 1826 und schließlich während der großen Restaurierung der Kirche 1834–1835 von verschiedenen Orgelbauern repariert. Ab 1862 war die Orgel unbrauchbar und die Kirche musste sich bis 1870 mit einem gemieteten Instrument begnügen.
1870 wurden Angebote für eine neue Orgel von Daniel Köhne und Knud Olsen eingeholt. Die Wahl fiel auf den Vorschlag von Knud Olsen, der hinter dem bemalten und vergoldeten Prospekt ein 36-stimmiges Werk baute. Die Prospektpfeifen wurden durch 102 stumme und 21 klingende Pfeifen ersetzt. Die Orgel hatte drei Manuale und zwei Pedalmanuale, aber nur eine Pedalklaviatur. Die Orgel wurde 1915 von I. Starup umgebaut. Starup umgebaut und war bis 1956 in Gebrauch.
Die heutige Orgel wurde 1951–1956 von Marcussen & Søn gebaut. Sie hatte ursprünglich 50 Stimmen und das Pfeifenwerk wurde für dieses Instrument gebaut. Das Wappen, das sich früher in der Mitte der Orgelbrüstung befand, wurde in den Prospekt integriert, der von Thomas Havning entworfen wurde, der auch das Taufbecken aus demselben Jahr gestaltete. 1977 wurde die Orgel von P. G. Andersen auf 53 Register, verteilt auf drei Manuale und Pedal, umgebaut.
| I Hauptwerk C–g3 |        |
| Principal        | 16′    |
| Principal        | 8′     |
| Spidsfløjte      | 8′     |
| Oktav            | 4′     |
| Fløjte           | 4′     |
| Nasard           | 2 ⁄3′  |
| Doublette        | 2′     |
| Terts            | 1 3⁄5′ |
| Mixtur V         |        |
| Scharf III       |        |
| Trompet          | 8′     |
| Chromorne        | 8′     |
| Tremulant        |        |

| II Rückpositiv C–g3 |       |
| Principal           | 8′    |
| Gedakt              | 8′    |
| Quintatøn           | 8′    |
| Oktav               | 4′    |
| Rørfløjte           | 4′    |
| Oktav               | 2′    |
| Blokfløjte          | 2′    |
| Quint               | 1 ⁄3′ |
| Sesquialtera II     |       |
| Scharf IV           |       |
| Dulcian             | 16′   |
| Vox Humana          | 8′    |
| Skalmeje            | 8′    |
| Tremulant           |       |

| III Schwellwerk C–g3 |     |
| Gedakt               | 16′ |
| Principal            | 8′  |
| Rørfløjte            | 8′  |
| Viola di gamba       | 8′  |
| Vox celeste          | 8′  |
| Oktav                | 4′  |
| Kobbelfløjte         | 4′  |
| Salicional           | 4′  |
| Fladfløjte           | 2′  |
| Cornet II            |     |
| Mixtur IV            |     |
| Trompet              | 16′ |
| Trompette harm.      | 8′  |
| Obo                  | 8′  |
| Clairon              | 4′  |

| Pedalwerk C–f1 |         |
| Principal      | 16′     |
| Subbas         | 16′     |
| Quint          | 10 2⁄3′ |
| Oktav          | 8′      |
| Gedakt         | 8′      |
| Oktav          | 4′      |
| Fløjte         | 4′      |
| Nathorn        | 2′      |
| Mixtur IV      |         |
| Basun          | 16′     |
| Fagot          | 16′     |
| Trompet        | 8′      |
| Skalmeje       | 4′      |

- Koppeln: II/I, III/I, III/II, I/P, II/P, III/P

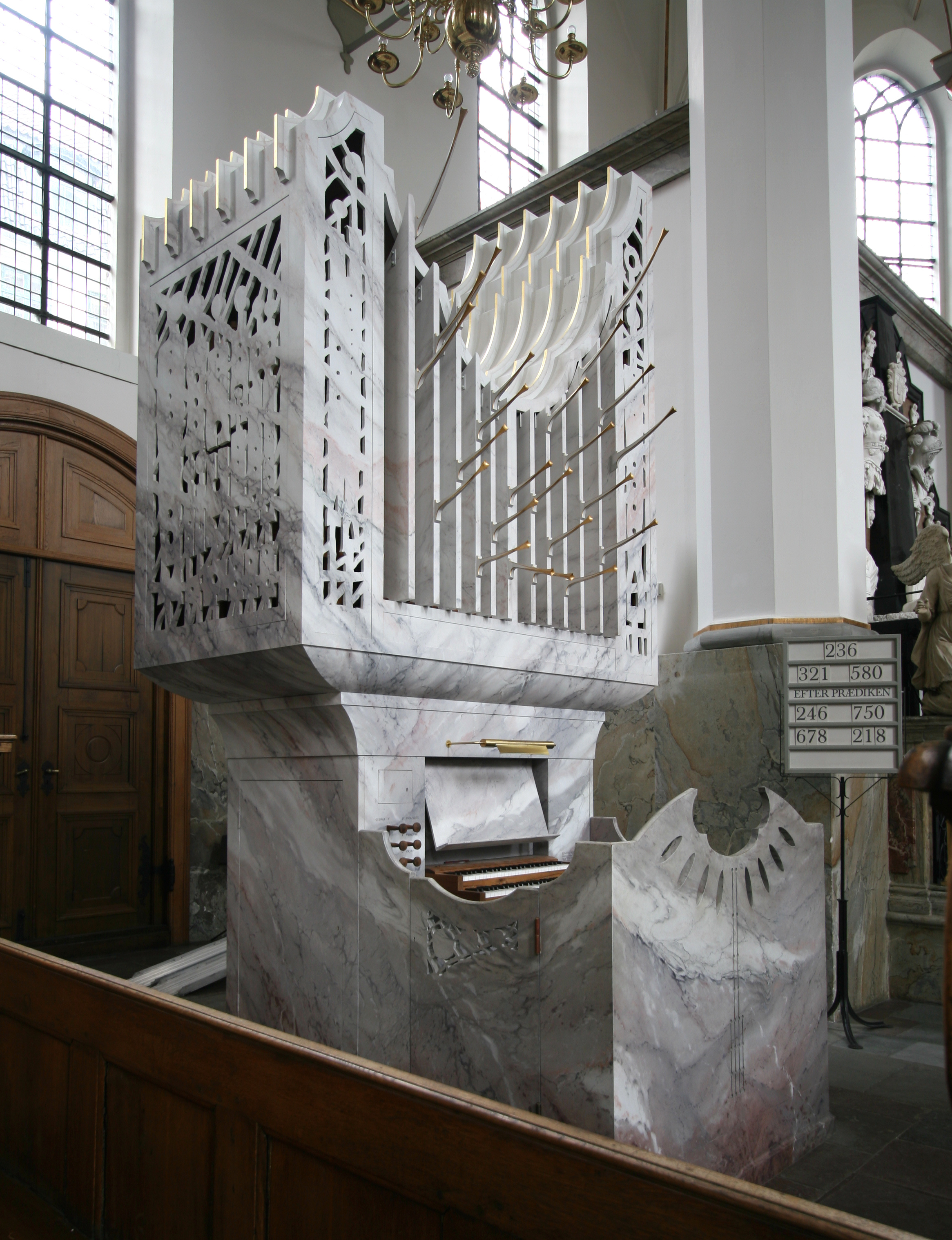
Chororgel

1987 wurde die Hauptorgel durch eine Chororgel ergänzt, die von Poul-Gerhard Andersen gebaut und von Inger und Johannes Exner gestaltet wurde. Die Orgel ist in einen geschnitzten Holzkasten eingebaut, der in Farben marmoriert ist, die nicht ganz mit der übrigen Marmorierung des Raumes harmonieren. Im Prospekt befindet sich ein Schwellwerk, an dem kleine trompetenförmige Messingstangen befestigt sind, die sich mit dem Schwellwerk bewegen. Das Instrument hat 9 Stimmen, die auf zwei Manuale und Pedal verteilt sind. Trotz ihres Namens befindet sich die Chororgel außerhalb des Chores zwischen den Säulen an der Nordseite gegenüber dem Taufbecken.

### Malerier

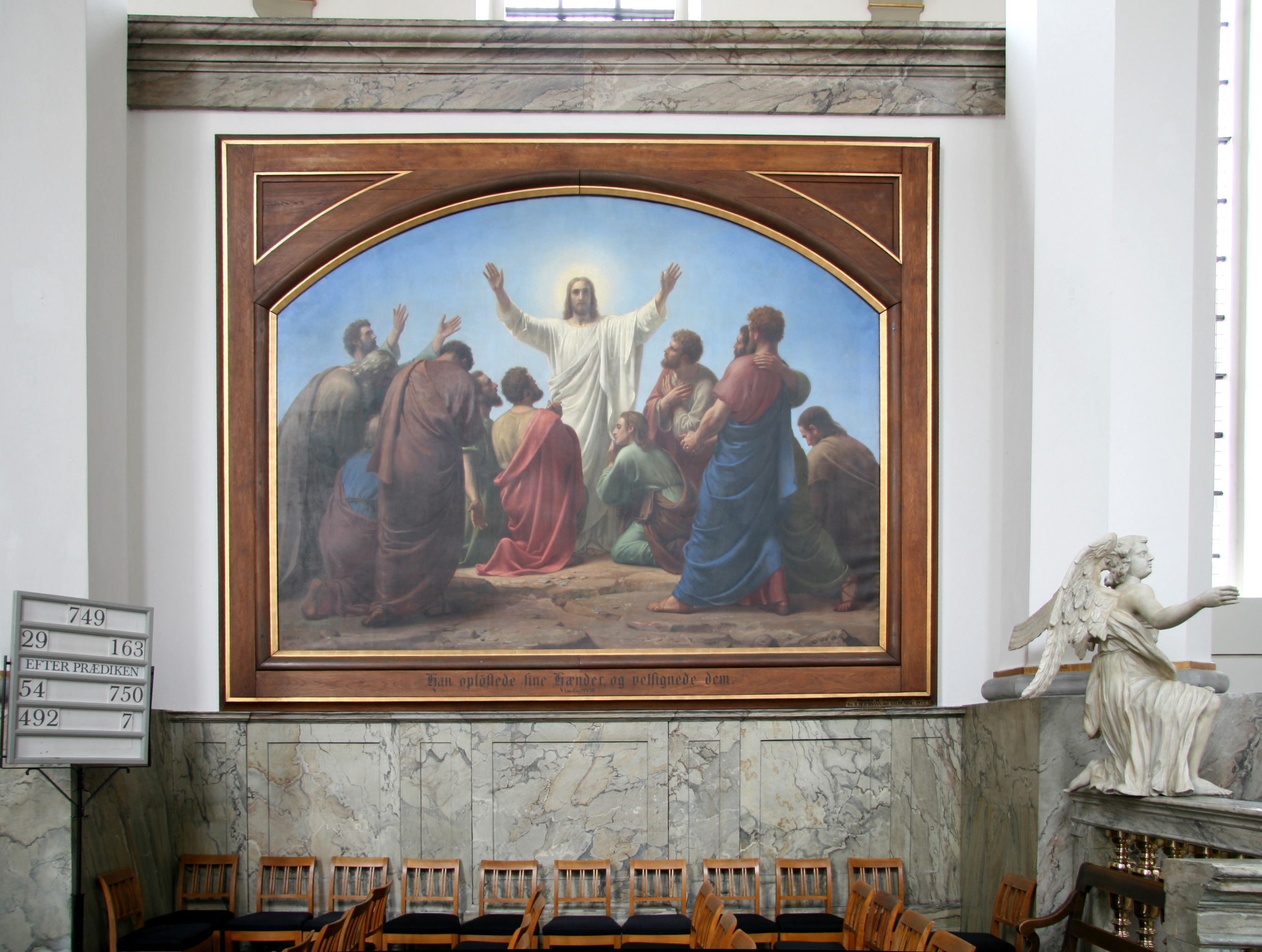
Dorphs Der Segen

Im Altarraum der Kirche befinden sich drei Gemälde. Das größte befindet sich an der Nordwand des südlichen Beichtstuhls, über der Stelle, an der sich von 1835 bis 1956 das Taufbecken befand. Das Gemälde trägt den Titel Der Segen und stammt von Anton Dorph. Es wurde der Kirche 1873 geschenkt. An der Ostseite der beiden Beichtstühle befinden sich über den Türen kleinere Gemälde, die nur zu sehen sind, wenn man direkt neben dem Altar steht. Auf der Südseite befindet sich ein Werk von Andreas Brünniche aus dem Jahr 1738, das die Taufe Christi darstellt. An der Nordseite befindet sich ein Gemälde eines anonymen Künstlers, das die Kreuzigung darstellt. Es stammt vom Anfang des 18. Jahrhunderts.

## Grabsteine
Um die Kirche herum befand sich ein Friedhof, aber auch unter dem Boden der Kirche, sowohl im Schiff als auch im Chor, fanden Bestattungen statt. Neben den Denkmälern befinden sich in den Kirchen 14 Epitaphien aus der zweiten Hälfte des 17. Jahrhunderts, die beim Brand von 1728 verloren gingen, 24 Grabsteine, die verloren gingen, und schließlich 91 Sargplatten, von denen 74 erhalten sind.

### In der Kirche

#### Gräber unter dem Kirchenschiff
Unter dem Kirchenschiff befanden sich sowohl gemauerte Gräber als auch Erdgräber. Die Gräber in der Mitte des Kirchenschiffs wurden vermutlich durch die Verlegung von Heizungsrohren um 1800 gestört, sind aber seither nicht mehr untersucht worden und man weiß wenig über sie. Einige Namen sind in den Archiven zu finden, darunter die beiden ersten Pastoren der Kirche, Jens Justesen Bjerre und Albert With, die hier begraben sind. Der interessanteste Name ist wahrscheinlich Laurids de Thurah, der 1759 hier begraben wurde. An ihn erinnert eine Gedenktafel an der Nordwand des Kirchenschiffs zwischen dem sechsten und siebten Joch. In der Kirche sind zwei Grabsteine erhalten, einer neben der Chortreppe, der andere im südlichen Vorraum. Die Inschrift auf dem ersten, der aus der Zeit um 1730 stammt, ist längst verwittert, aber auf dem zweiten ist zu lesen, dass es sich um den 1760 verstorbenen Maurermeister Andreas Sihm handelt.

#### Krypta unter dem Chor
1656 wurde ein Plan für die Bestattungen unter der Kirche erstellt. Im Chor wurde eine Reihe von Doppelgräbern angelegt, die gemauert und überwölbt werden konnten und je nach Lage zu unterschiedlichen Preisen angeboten wurden. Die besten Plätze unter dem Altar wurden für 300 Rigsdaler pro Grab angeboten, die billigsten für 100 Slettedaler. Im Laufe der Zeit wurden unter dem Chor 15 Gräber angelegt. Jedes Grab hatte einen eigenen Zugang. Die vier westlichen Gräber hatten eine gemauerte Treppe vom Querschiff aus, und es gab auch eine Treppe zu den Kammern 12 und 15 hinter dem Altar. Für die anderen Kammern mussten die Särge durch Luken im Chorboden herabgelassen werden.

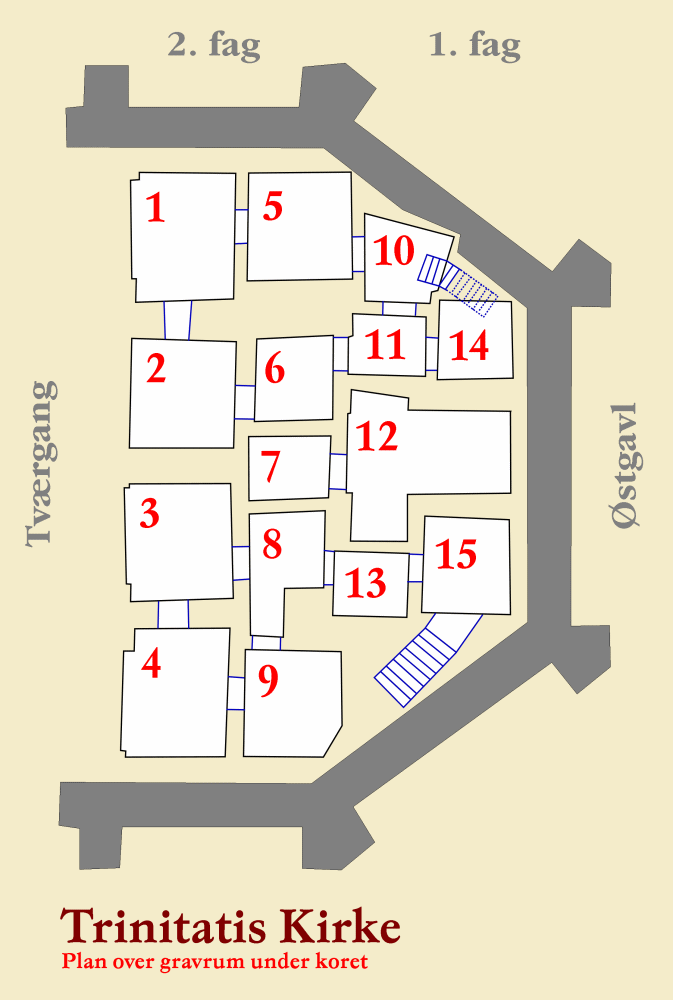

Die 15 Grabkammern wurden von folgenden Familien erworben:
| Nr. | Eigentümer              | Jahr | Nr. | Eigentümer                | Jahr | Nr. | Eigentümer         | Jahr |
| 1   | Körbitz                 | 1676 | 2   | Hans Schack               | 1664 | 3   | Joachim Gersdorff  | 1658 |
| 4   | Mogens Friis            | 1666 | 5   | Hans Leth                 | 1674 | 6   | Didrik Fuiren      | 1656 |
| 7   | Rasmus Hansen Brochmand | 1664 | 8   | Lambert van Haven         | 1681 | 9   | Henrik von Stöcken | 1674 |
| 10  | Claus Sohn              | 1676 | 11  | Jørgen Eilersen           | 1679 | 12  | Bolle Luxdorph     | 1686 |
| 13  | Jørgen Elers            | 1667 | 14  | Hans Mathiesen Mikkelborg | 1663 | 15  | Erik Krag          | 1658 |

Auch für die Epitaphien auf den Gräbern war ein Plan erstellt worden, der sowohl die Lage als auch in gewissem Maße das Aussehen betraf. Der Plan wurde nicht vollständig umgesetzt und die meisten Epitaphien gingen beim Brand von 1728 verloren, nur das von Schacks überlebte und steht noch an seinem ursprünglichen Platz.
Beim Einbau der Beichtstühle wurden die Eisengitter, die die Eingänge zu den Gräbern von Körbitz und Friis versperrt hatten, neben den Altar versetzt, wo sie heute noch stehen und den Gang bilden, der die Beichtstühle mit der Tür zum Presbyterium im Anbau hinter dem Altar verbindet. Die Särge aus diesen beiden Räumen wurden entweder bestattet oder in andere Gräber umgebettet.
In den Jahren 1926–1927 wurden die Gräber geöffnet und restauriert. In den Kammern wurden etwa 125 Särge und eine Reihe von losen Sargplatten gefunden – allein in der Kammer von Dr. Hans Leth waren 33 Särge in vier Schichten gestapelt. Die Särge, die sich in einem schlechten Zustand befanden und von geringerem historischem Interesse waren, wurden vergraben, während die anderen in den Grabkammern neu verteilt wurden. Es wurden auch Verbindungen zwischen den Räumen hergestellt, so dass sie jetzt zwei zusammenhängende Gruppen bilden, eine auf jeder Seite des Kesselraums, mit Zugang über die Treppe zu den Räumen 10 und 15.

#### Epitaphien in der Kirche
Neben der oben erwähnten Tafel von Thurah gibt es in der Kirche 9 Epitaphien, von denen 8 sichtbar sind. Das neunte, 1730 Henrik von Stöcken gewidmet, ist hinter dem südlichen Beichtstuhl versteckt. Das älteste ist Hans Graf von Schack gewidmet und befindet sich heute an der Südwand des nördlichen Beichtstuhls im Chor. Es stammt aus dem Jahr 1687, die anderen stammen alle aus der Zeit um 1700, wobei das von Terkel Klevenfeldt aus dem Jahr 1798 das jüngste ist. Letztere ist mit einem Porträtmedaillon von Johannes Wiedewelt geschmückt, von dem auch das längliche Epitaph von Niels Kønsberg aus dem Jahr 1783 stammt, das sich an der Nordwand der Kirche unter dem Lesepult befindet.

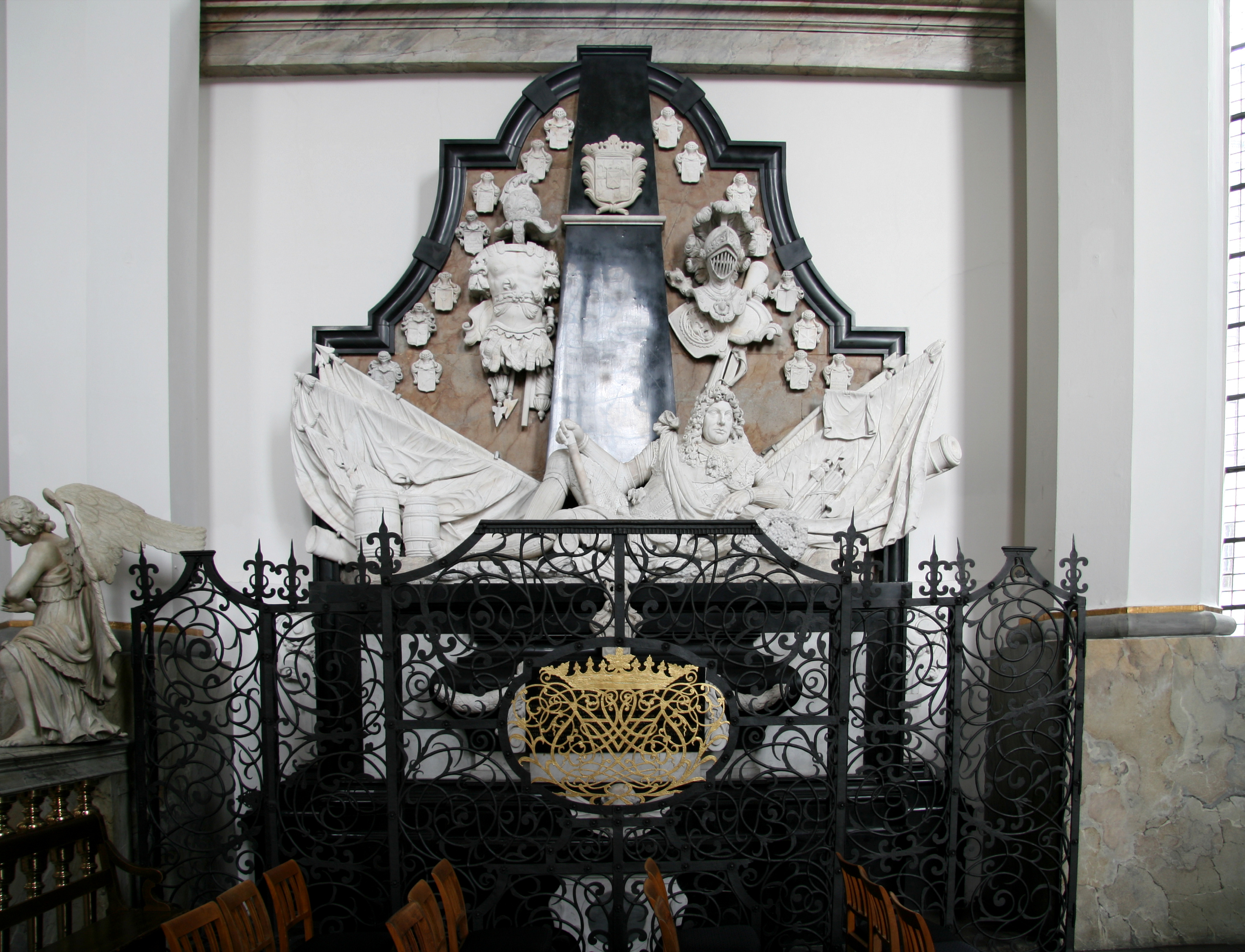
Hans Schack
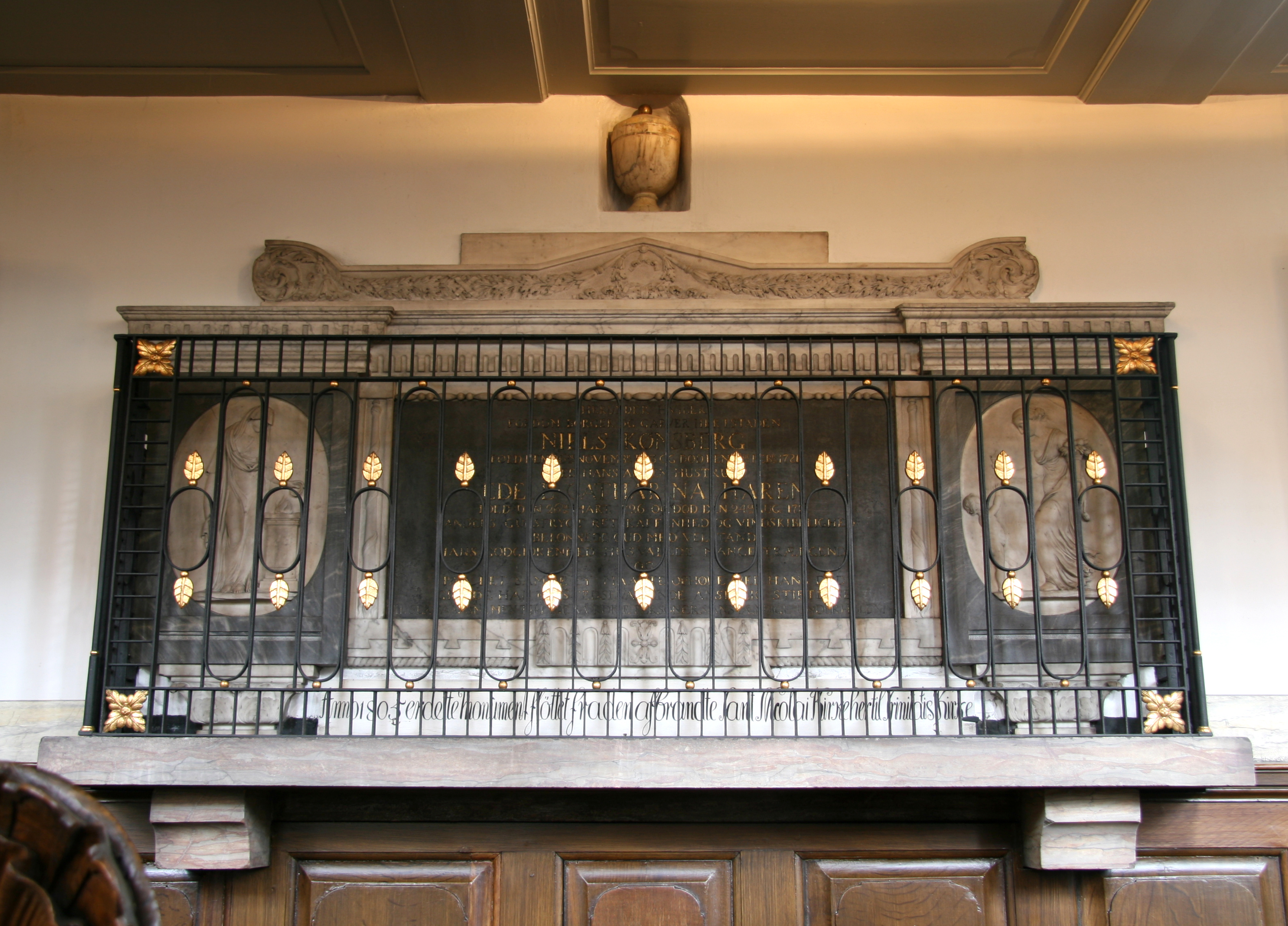
Niels Kønsberg
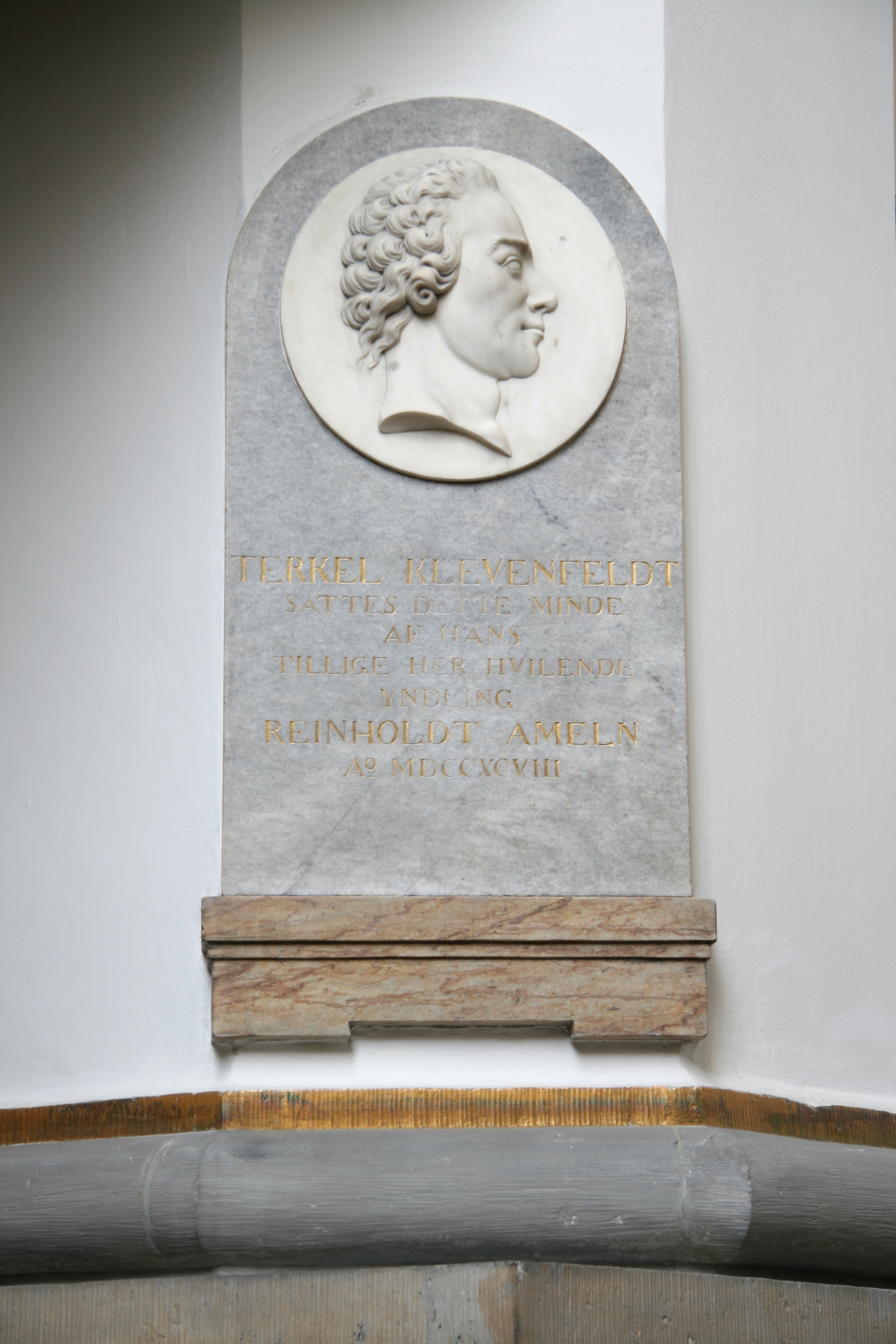
Terkel Klevefeldts
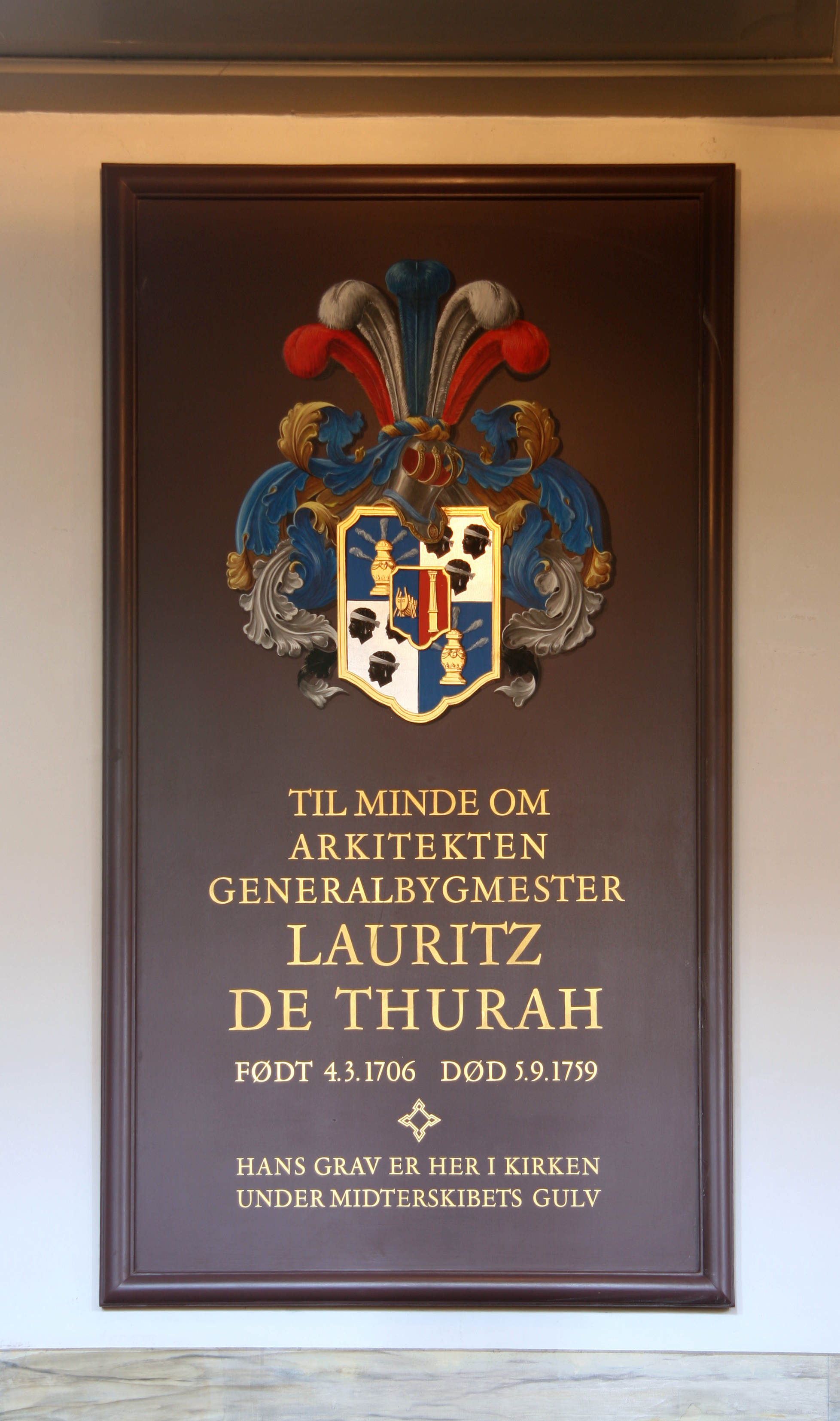
Lauritz de Thurah

### Auf dem Friedhof

#### Umbau
Ursprünglich war die Kirche auf allen Seiten von einem Friedhof umgeben, dessen größter Teil östlich des Gebäudes lag. Der Friedhof wurde durch den Weg, der die Købmagergade mit der damaligen Springgade verband, in zwei Hälften geteilt und ermöglichte auch den Zugang zum südwestlichen Portal, das bis 1817 der Haupteingang der Kirche war. Zu den umliegenden Straßen hin gab es Einfriedungsmauern, und die Mauer zum Landemærket reichte so nahe an die nordöstliche Ecke der Kirche heran, dass der schmale Teil des Friedhofs nördlich der Kirche fast vom Rest abgeschnitten war und, soweit bekannt, nie für Beerdigungen genutzt wurde. Von 1697 bis zum Brand von 1728 befand sich an der Ecke zur Købmagergade ein Glöcknerhaus. Als 1798 die oben erwähnten Geschäfte gebaut wurden, wurde der Platz noch kleiner, und 1817, als die Kirche „gedreht“ wurde, verschwand der Rest.
Der Rest des Friedhofs blieb bis 1870 in seiner Größe erhalten, obwohl Bestattungen innerhalb der Stadtmauern nach 1796 offiziell nicht mehr erlaubt waren. Allerdings gibt es auf dem Friedhof Grabsteine aus der Zeit um 1840, so dass das Verbot offenbar großzügig ausgelegt wurde. Anfang der 1870er Jahre wurde der östliche Teil verkauft (u. a. an die Badeanstalt Hambroske) und der Rest in eine öffentliche Anlage umgewandelt. Der Weg, der nun nach Osten geschlossen war, wurde um das östliche Ende der Kirche herum zum Landemærket geführt.
1928 wurde der Friedhof gepflastert, und nur ein kleiner eingezäunter Bereich östlich der Kirche hat heute noch den Charakter eines Friedhofs. Hier befinden sich die verbliebenen Grabsteine und Grabmäler. Das Areal wurde 2002 restauriert. Anfang der 1980er Jahre wurden die Konsolen, die die Aussichtsplattform des runden Turms tragen, erneuert und einige der ausgetauschten Sandsteinteile, die zum Teil noch aus der Erbauungszeit des Turms stammen, auf dem gefliesten Teil des Bauwerks angebracht.

#### Grabsteine
In den Kirchen Dänemarks gibt es 11 erhaltene Grabsteine, die sich heute an der Südwand der Kirche und am östlichen Ende befinden. Der älteste stammt aus der ersten Hälfte des 18. Jahrhunderts und wurde über den Brennern Morten Knudsen Gebauer und Eilert Andersen Møller und anderen aufgestellt. Der jüngste stammt aus der Zeit um 1840 und wurde über Ludvig Sophus Fallesen angebracht. Er ist jetzt in die schräge Südostwand des Chors eingemauert, neben dem Stein seines Vaters, des Pfarrers Lorenz Nicolai Fallesen, aus der Zeit um 1824. Im gleichen Wandabschnitt befindet sich der große Grabstein von Claudi Rosset, der jedoch nicht das Original von 1767 ist, da er zerbrochen ist und 1917 durch eine genaue Kopie ersetzt wurde. Das Original befindet sich heute im Hof des Medical Museion.

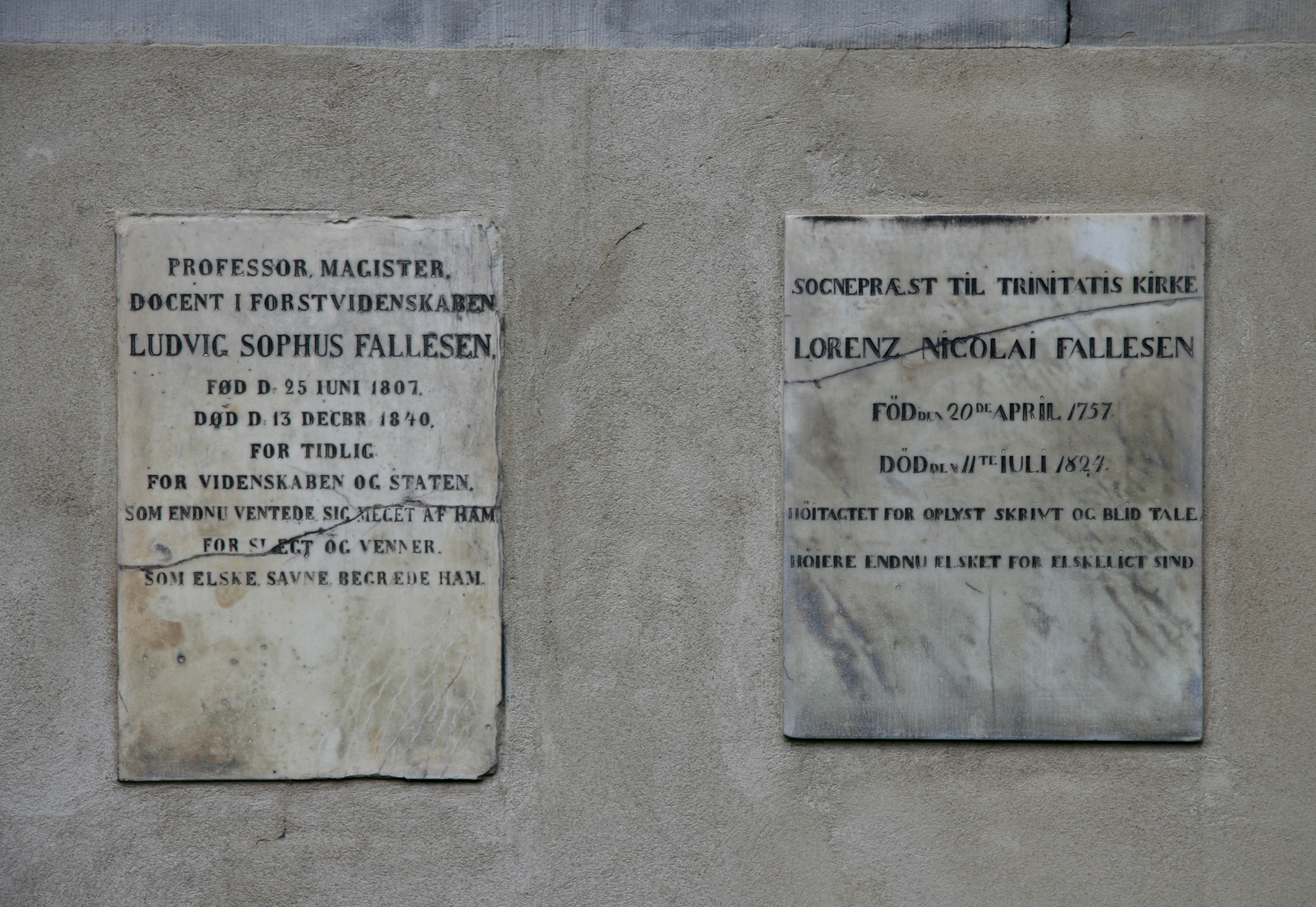
Fallesen
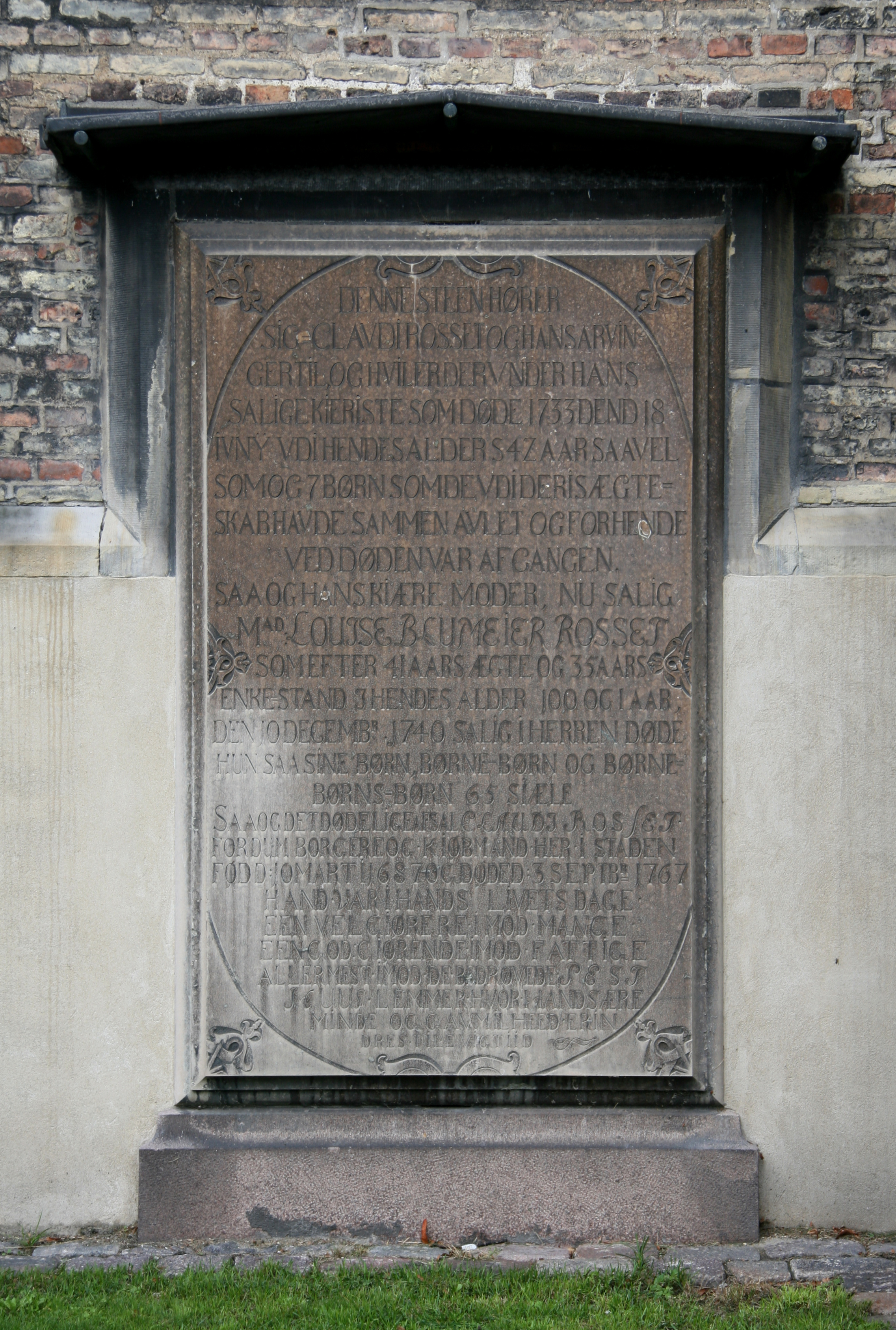
Claudi Rosset
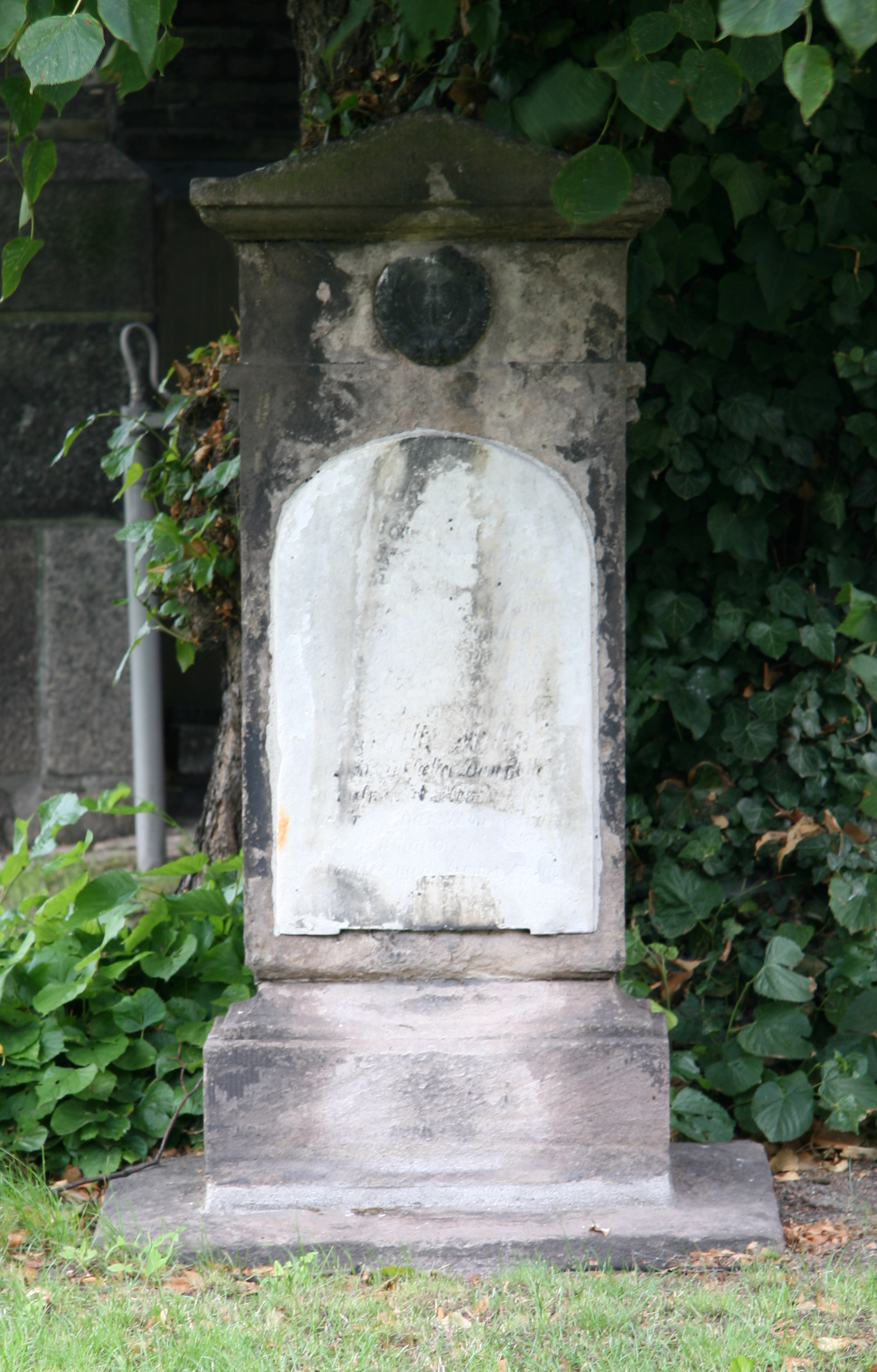
Rasmus und Peder Møller
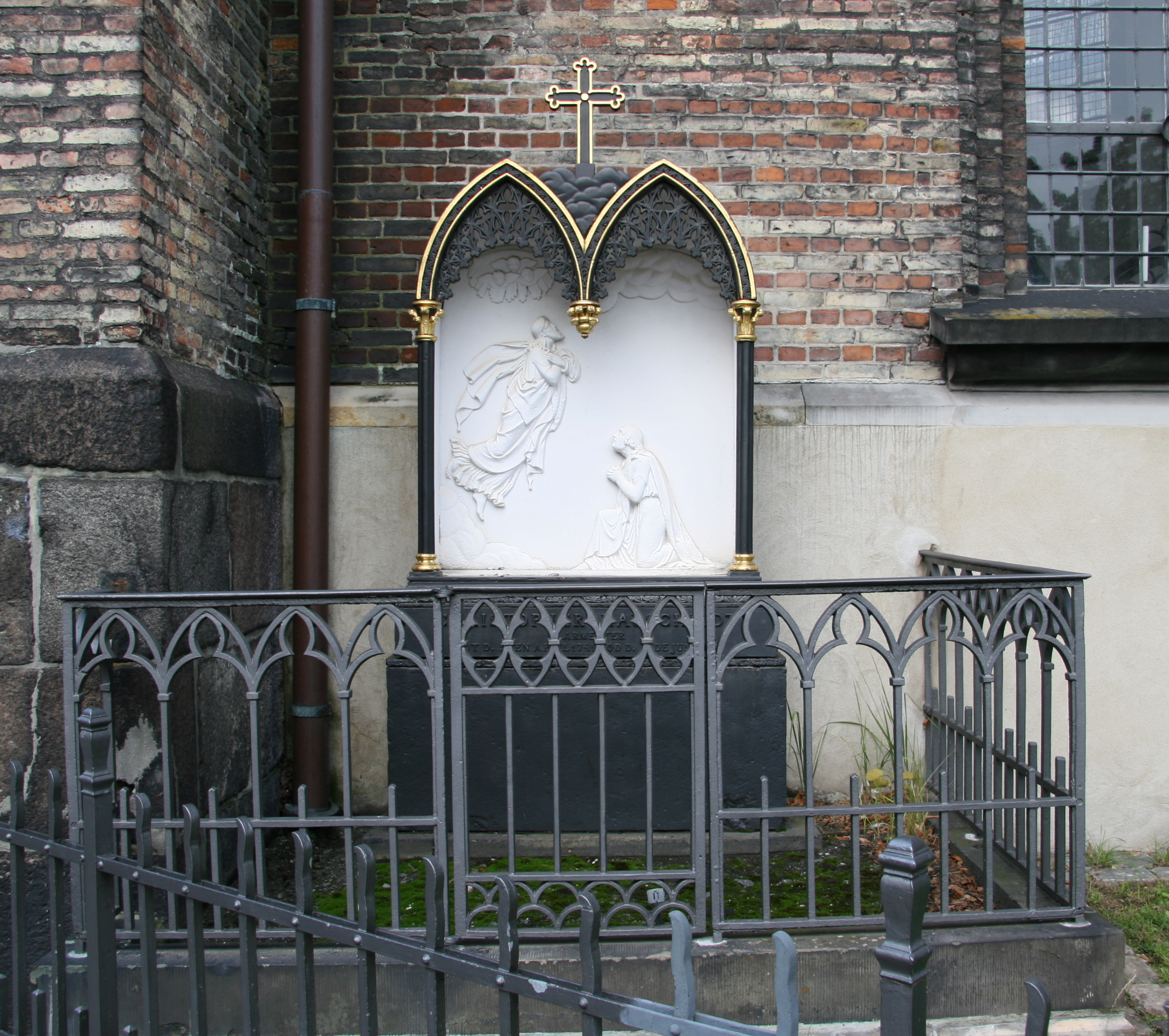
Christopher Hauschildt

#### Denkmäler
In den Kirchen Dänemarks werden auch sieben Grabdenkmäler beschrieben, darunter die Gedenktafel für Frederik Christian Eilschov, die 1973 vom dänischen Tierschutzverein an der Kirchenwand angebracht wurde. Das älteste Denkmal stammt aus der Zeit um 1805 und wurde für die Brüder Rasmus und Peder Møller von ihrer Schwester Birgitte Møller errichtet, der sie ihr Vermögen vermacht hatten. Als das Nationalmuseum das Denkmal um 1960 fotografierte, war die Inschrift noch sichtbar, heute ist sie fast verschwunden.
In der Ecke zwischen dem südöstlichen Strebepfeiler und der südöstlichen Chorschräge steht ein bemerkenswertes Denkmal für den Glaser Christopher Hauschildt. Es hat eine eigene kleine schmiedeeiserne Einfassung, die sich leicht vom Rest des Raumes abhebt, und ist im neugotischen Stil fast wie ein Altarschrank gestaltet. Sie wurde von dem Bildhauer Carl Frederik Holbech geschaffen und 1835 über dem Grab von Hauschildt und seiner Frau aufgestellt. Die Restaurierung der Kirche 1835 wurde durch eine testamentarische Schenkung Hauschildts ermöglicht.
Die Dichter Johannes Ewald und Johan Herman Wessel sind beide auf dem Trinitatisfriedhof begraben. Ewalds Grabstein aus der Zeit um 1781 befindet sich im Ostgiebel, etwa an der ursprünglichen Stelle, nachdem er bei der Umgestaltung 1929 um eine Vierteldrehung gedreht wurde. Die Inschrift auf dem Stein wurde 1905 erneuert. Daneben wurde 1929 ein Stein gleichen Aussehens zum Gedenken an Wessel aufgestellt, dessen Grabstätte jedoch nicht bekannt ist. Auf dem Gelände befindet sich ein weiteres Wessel-Denkmal, das 1863 von der Gesellschaft zur Erinnerung an Wessel errichtet wurde. Schließlich gibt es noch ein großes gemeinsames Denkmal für beide Dichter auf dem gepflasterten Platz gegenüber der Købmagergade mit Porträtmedaillons aus Bronze. Es wurde 1879 von dem Bildhauer Otto Evens errichtet.

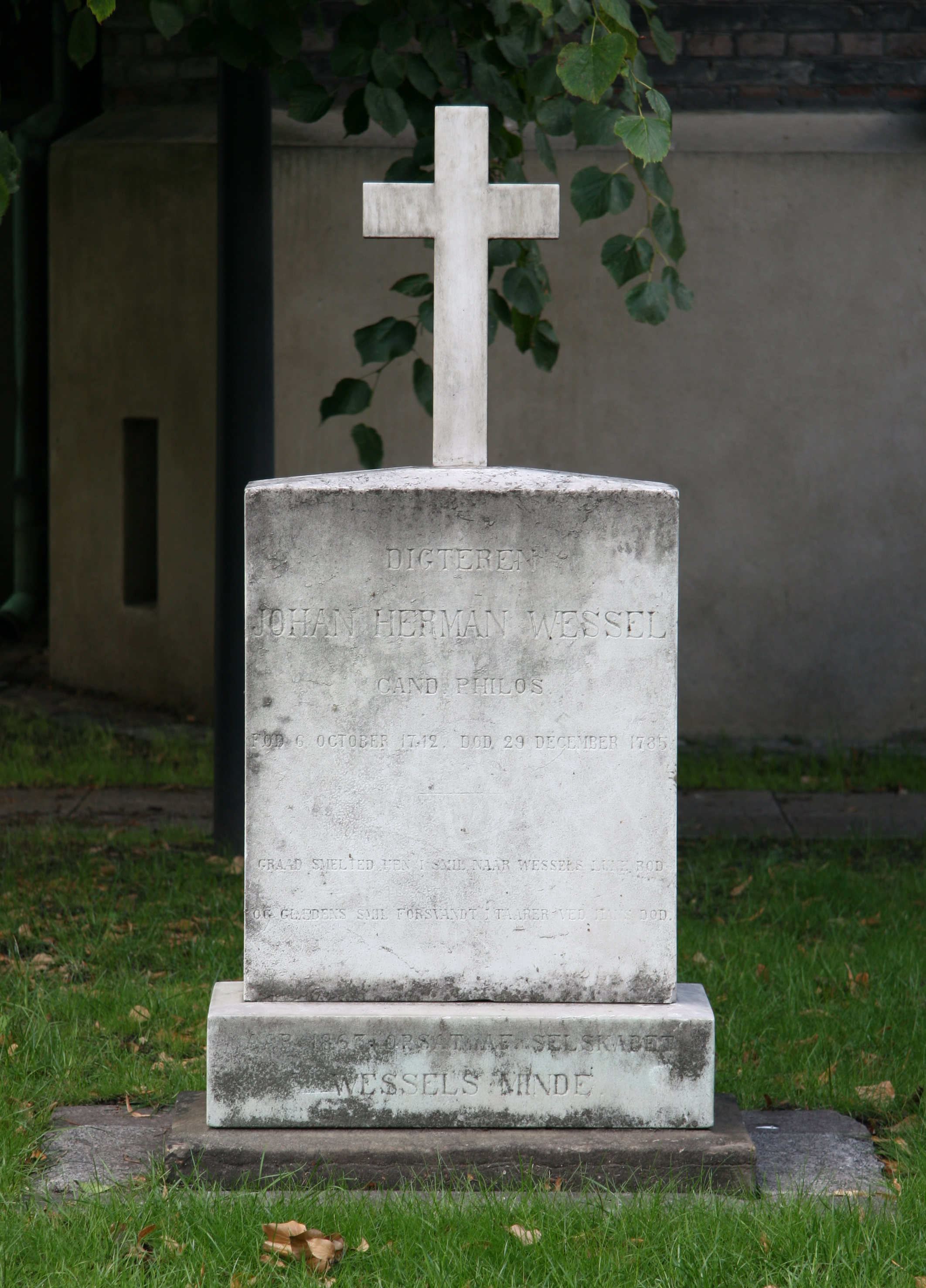
Johan Herman Wessel
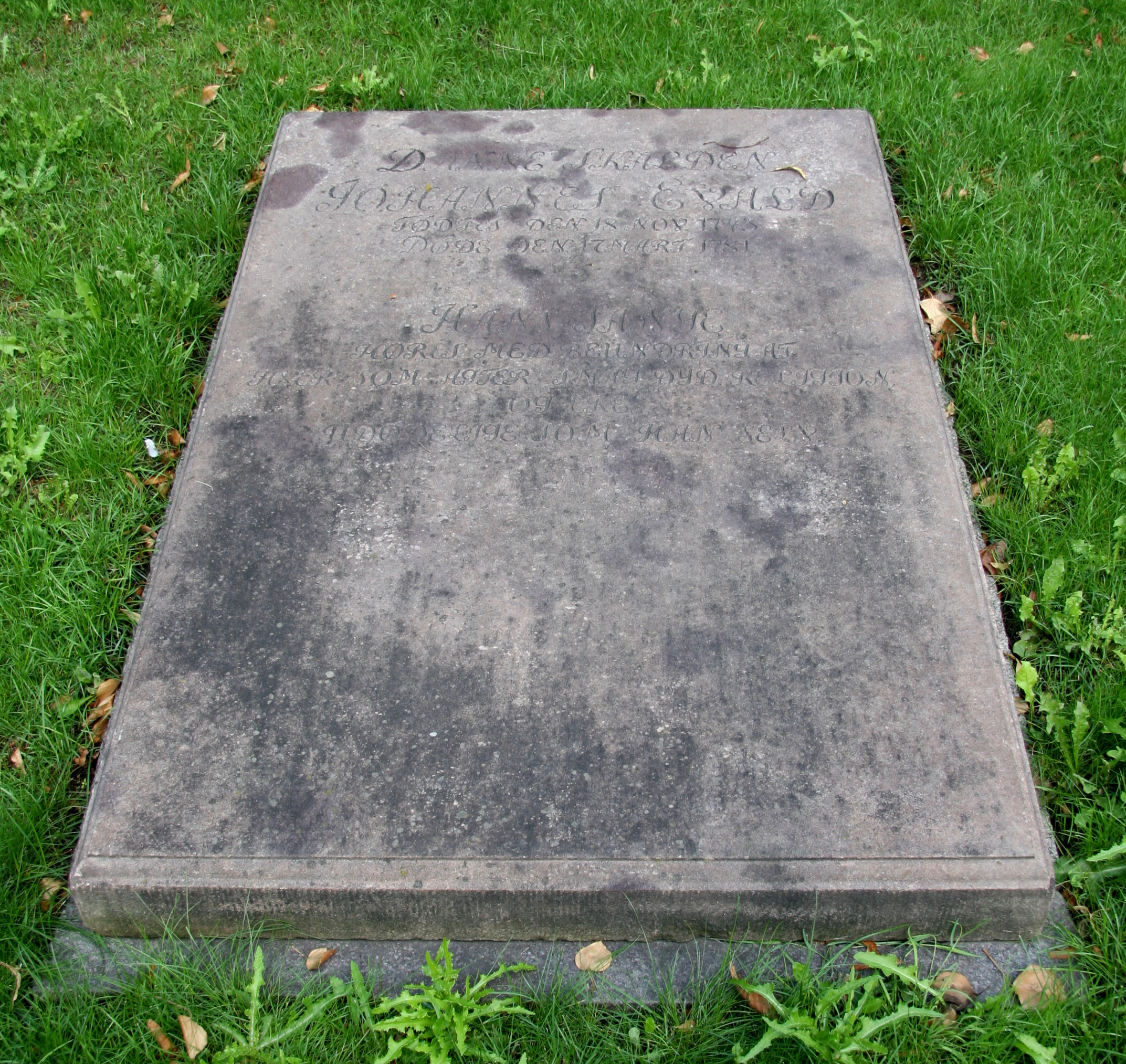
Johan Ewald
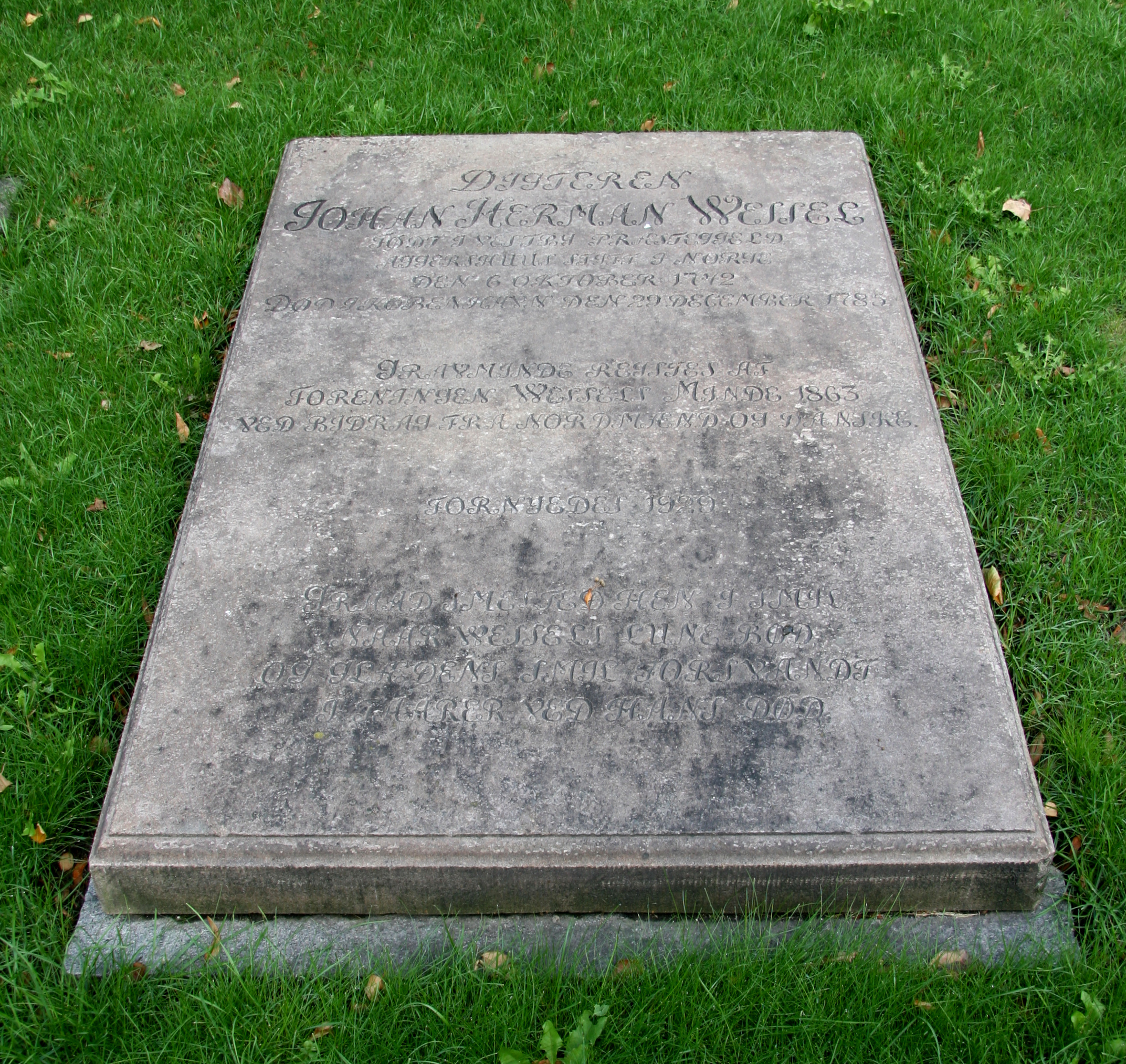
Johan Herman Wessel
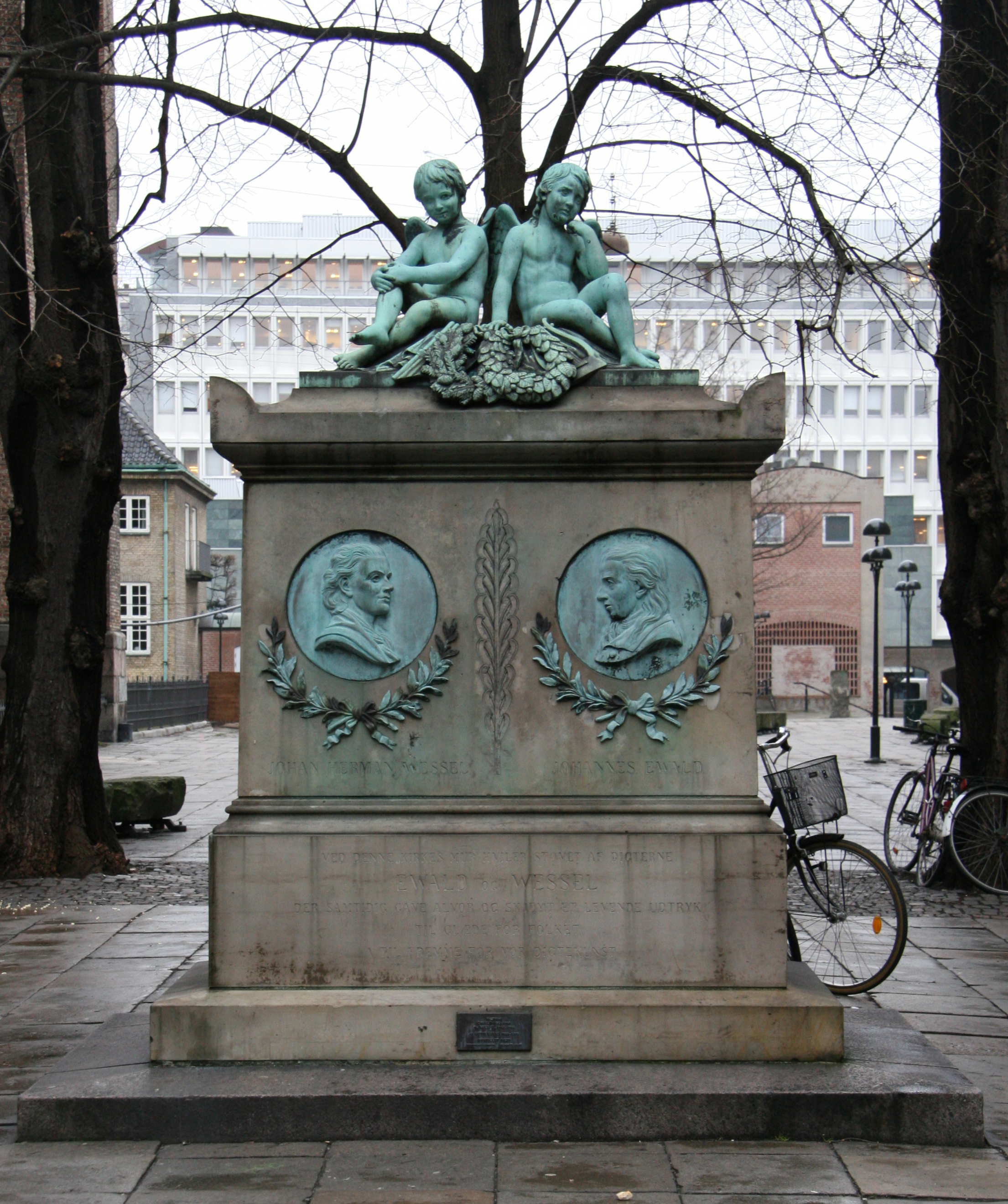
Johannes-Ewald- und Johan-Hermann-Wessel-Denkmal